# Les Sables-d'Olonne
Pour la commune historique, voir Les Sables-d'Olonne (ancienne commune).
Les Sables-d’Olonne sont une commune française, sous-préfecture du département de la Vendée dans la région des Pays-de-la-Loire.
Elle est créée sous le statut de commune nouvelle par la fusion,  le 1er janvier 2019, des anciennes communes de Château-d'Olonne, d’Olonne-sur-Mer et des Sables-d’Olonne, ce qui fait d’elle la deuxième commune la plus peuplée du département après La Roche-sur-Yon. 

## Géographie

### Localisation
La commune nouvelle regroupe les communes du Château-d'Olonne, d'Olonne-sur-Mer et des Sables-d'Olonne, qui deviennent des communes déléguées, le 1er janvier 2019 et qui sont supprimées par décision du conseil municipal du 4 février 2019.
Le chef-lieu de la commune nouvelle, Les Sables-d'Olonne, se situe au centre-ouest du département de la Vendée, en bordure de l'océan Atlantique.

### Communes limitrophes
Les communes limitrophes sont Bretignolles-sur-Mer, Brem-sur-Mer, L'Île-d'Olonne, Saint-Mathurin, Sainte-Foy et Talmont-Saint-Hilaire.
| Bretignolles-sur-Mer | Brem-sur-Mer     | L'Île-d'Olonne Saint-Mathurin (par un quadripoint) |
| Océan Atlantique     | Sables-d'Olonne  | Sainte-Foy                                         |
|                      | Océan Atlantique | Talmont-Saint-Hilaire                              |

### Géologie et relief
Le territoire municipal des Sables-d'Olonne s'étend sur 8 607 hectares. Les niveaux d'altitude de la commune nouvelle fluctuent entre 0 et 59 mètres.
Les Sables-d'Olonne disposent d’une longue bande côtière à l'ouest avec près de douze kilomètres de plages bordées par une forêt départementale. Au sud, la grande plage et l'entrée du port sont entourées par les roches de La Chaume et la bande de roche s'étendant vers Talmont-Saint-Hilaire.

### Hydrographie

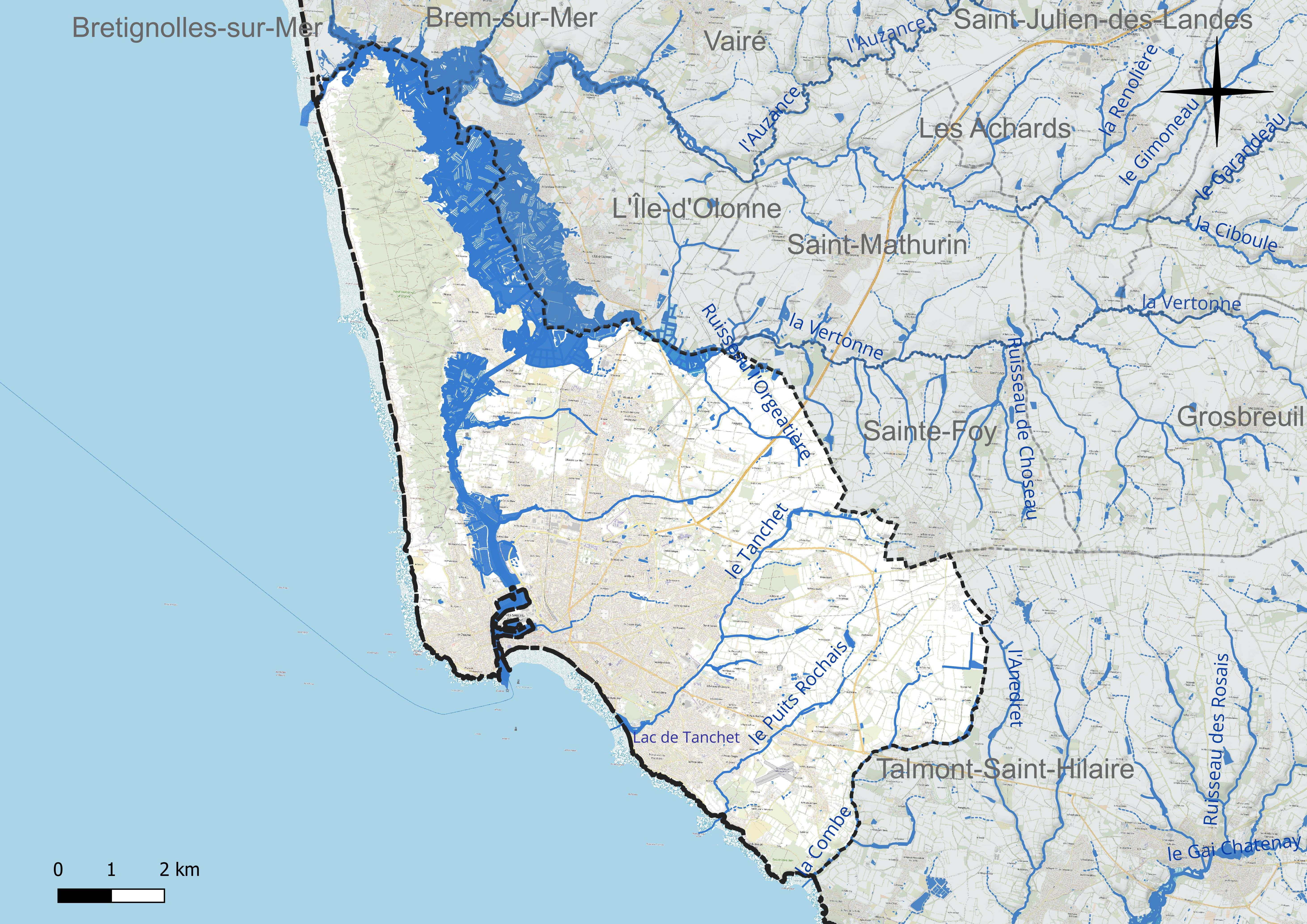
Carte hydrographique de la commune.

Elle est bordée au nord par l'Auzance, fleuve côtier qui se jette dans l'océan Atlantique au havre de la Gachère, ainsi que, à l'est, par un affluent, la Vertonne. Ces deux cours d'eau alimentent les marais d'Olonne.

### Climat
Pour des articles plus généraux, voir Climat des Pays de la Loire et Climat de la Vendée.
En 2010, le climat de la commune est de type climat océanique altéré, selon une étude du CNRS s'appuyant sur une série de données couvrant la période 1971-2000. En 2020, Météo-France publie une typologie des climats de la France métropolitaine dans laquelle la commune est exposée à un climat océanique et se trouve dans la région climatique Bretagne orientale et méridionale, Pays nantais, Vendée, caractérisée par une faible pluviométrie en été et une bonne insolation.
Ce trait est d'autant plus marqué aux Sables-d'Olonne, où la ville connaît un climat océanique (Cfb) situé en bordure d'un climat supra-méditerranéen (Csb). Ainsi, du point de vue de la classification de Koppen, et si l'on s'en réfère aux derniers relevés climatiques de Météo-France (cf. ci-dessous), deux sur trois des critères qui permettent de caractériser la sécheresse estivale sont remplis :
1. Les précipitations moyennes (P) y sont inférieures à 40 mm pendant les mois de juin et juillet ;
2. Le calcul de l'indice de Gaussen donne un mois de juillet sec (P < 2T) ;
3. En revanche, les précipitations moyennes du mois de juillet (33,8 mm) sont très légèrement supérieures aux précipitations du mois le plus pluvieux (novembre) divisées par 3 (33,6 mm).

Pour la période 1971-2000, la température annuelle moyenne est de 12,8 °C, avec une amplitude thermique annuelle de 13,1 °C. Le cumul annuel moyen de précipitations est de 780 mm, avec 12,4 jours de précipitations en janvier et 6,1 jours en juillet. Pour la période 1991-2020, la température moyenne annuelle observée par la station météorologique installée dans la commune est de 13,2 °C et le cumul annuel moyen de précipitations est de 746,7 mm,. Pour l'avenir, les paramètres climatiques de la commune estimés pour 2050 selon différents scénarios d'émission de gaz à effet de serre sont consultables sur un site dédié publié par Météo-France en novembre 2022.
| Mois                                             | jan.         | fév.         | mars         | avril        | mai          | juin       | jui.         | août         | sep.         | oct.         | nov.         | déc.         | année     |
| ------------------------------------------------ | ------------ | ------------ | ------------ | ------------ | ------------ | ---------- | ------------ | ------------ | ------------ | ------------ | ------------ | ------------ | --------- |
| Température minimale moyenne (°C)                | 4,4          | 4,1          | 5,7          | 8            | 10,9         | 14,1       | 15,8         | 15,3         | 13,3         | 11,1         | 7,8          | 4,9          | 9,6       |
| Température moyenne (°C)                         | 7            | 7,1          | 9,2          | 12           | 14,8         | 18,2       | 19,8         | 19,3         | 17,6         | 14,6         | 10,7         | 7,8          | 13,2      |
| Température maximale moyenne (°C)                | 9,6          | 10,2         | 12,7         | 16           | 18,7         | 22,2       | 23,8         | 23,4         | 22           | 18,1         | 13,7         | 10,6         | 16,8      |
| Record de froid (°C) date du record              | −7,7 07.2009 | −8,3 12.2012 | −7,3 01.2005 | −0,6 03.2022 | 2,1 03.2021  | 6 07.2020  | 9 07.2005    | 7,6 31.2017  | 5,2 26.2010  | 0,5 16.2015  | −3,6 16.2007 | −5,4 16.2009 | −8,3 2012 |
| Record de chaleur (°C) date du record            | 15,1 02.2024 | 19,8 22.2019 | 24 18.2005   | 26,8 07.2011 | 29,7 25.2012 | 39 27.2019 | 40,5 18.2022 | 36,1 11.2022 | 33,6 07.2021 | 27,8 09.2023 | 21,1 01.2015 | 16,2 01.2011 | 40,5 2022 |
| Ensoleillement (h)                               | 91,8         | 132,2        | 178          | 234,4        | 260,3        | 275,8      | 291,2        | 268,3        | 227,1        | 154,3        | 111,4        | 99,1         | 2 323,8   |
| Précipitations (mm)                              | 86,5         | 62,1         | 62           | 52           | 48,8         | 38,4       | 33,8         | 46,4         | 50,8         | 80,7         | 100,7        | 84,5         | 746,7     |
| dont nombre de jours avec précipitations ≥ 1 mm  | 13,9         | 11,1         | 10,7         | 8,5          | 7,9          | 7,1        | 6            | 7,8          | 6,3          | 11,1         | 13,1         | 12,8         | 116,4     |
| dont nombre de jours avec précipitations ≥ 5 mm  | 6,4          | 4,5          | 4,9          | 3,4          | 3,1          | 2,5        | 1,9          | 2,5          | 2,7          | 5,5          | 6,8          | 5,8          | 50,1      |
| dont nombre de jours avec précipitations ≥ 10 mm | 2,6          | 1,6          | 1,8          | 1,7          | 1,3          | 0,9        | 0,9          | 1,3          | 1,5          | 2,7          | 3,6          | 2,7          | 22,5      |

### Milieux naturels et biodiversité

#### La côte sauvage
La commune de Château-d'Olonne présente la particularité de disposer à la fois d'une plage de sable et d'une côte rocheuse très découpée :
- la plage de Tanchet (partagée avec Les Sables d'Olonne) ;
- le Puits d'Enfer, entaille naturelle dans laquelle l'océan s'engouffre à marée haute ;
- les dunes du Puits d'Enfer ;
- l'anse de Saint-Jean-d'Orbestier ;
- l'anse aux Moines ;
- le bois Saint-Jean et ses bunkers, vestiges du mur de l'Atlantique ;
- la baie de Cayola et ses galets.

Cet ensemble est parcouru par un cheminement cyclo-piéton.

#### Olonne-sur-Mer
La commune déléguée d'Olonne-sur-Mer dispose d'un important accès au littoral (environ 8 kilomètres) comportant des plages de sable fin, de rochers et de dunes en lisière de la Forêt domaniale d'Olonne :
- la plage de Sauveterre, spot de surf réputé ;
- la plage des Granges située au nord de la commune entre la forêt d'Olonne et le chenal du Havre de la Gachère qui matérialise la séparation avec les communes de Brem-sur-Mer et Bretignolles-sur-Mer ;
- la plage de l'Aubraie entre la plage de Paracou (la Chaume) et celle de Sauveterre ;
- les Marais d'Olonne qui commencent à La Roulière, l'ancien port d’Olonne avant son envasement.

#### Zoo
Le zoo des Sables est un parc zoologique situé à quelques pas des plages des Sables-d'Olonne dans le quartier de la Rudelière. Fondé en 1963, le zoo participe à des projets de sauvegarde d'espèces menacées, dont les principales actions sont la protection et la réhabilitation des milieux naturels.

## Urbanisme

### Typologie
Au 1er janvier 2024, Les Sables-d'Olonne sont catégorisés petite ville, selon la nouvelle grille communale de densité à sept niveaux définie par l'Insee en 2022.
Elle appartient à l'unité urbaine des Sables-d'Olonne, une unité urbaine monocommunale constituant une ville isolée,. 
Par ailleurs la commune fait partie de l'aire d'attraction des Sables-d'Olonne, dont elle est la commune-centre,. Cette aire, qui regroupe 9 communes, est catégorisée dans les aires de 50 000 à moins de 200 000 habitants,.
La commune, bordée par l'océan Atlantique, est également une commune littorale au sens de la loi du 3 janvier 1986, dite loi littoral. Des dispositions spécifiques d’urbanisme s’y appliquent dès lors afin de préserver les espaces naturels, les sites, les paysages et l’équilibre écologique du littoral, tel le principe d'inconstructibilité, en dehors des espaces urbanisés, sur la bande littorale des 100 mètres, ou plus si le plan local d’urbanisme le prévoit.

### Occupation des sols

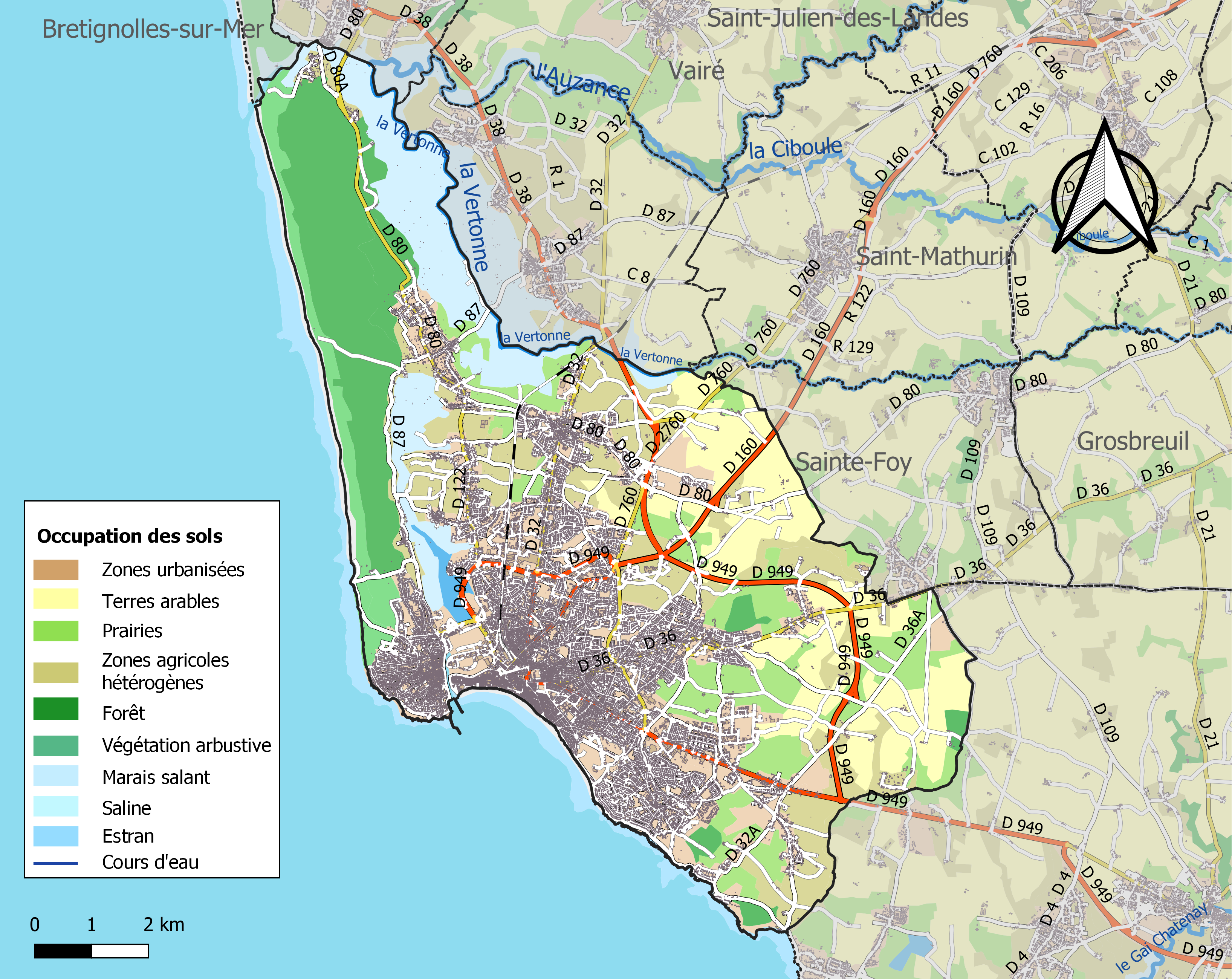
Carte des infrastructures et de l'occupation des sols de la commune en 2018 (CLC).

### Habitat
| Logements                                        | Nombre en 2010 | % en 2010 | nombre en 2015 | % en 2015 | nombre en 2021 | % en 2021 |
| ------------------------------------------------ | -------------- | --------- | -------------- | --------- | -------------- | --------- |
| Total                                            | 37 067         | 100 %     | 38 958         | 100 %     | 42 346         | 100 %     |
| Résidences principales                           | 20 854         | 56,3 %    | 21 945         | 56,3%     | 25 595         | 60,4 %    |
| → Dont HLM                                       | 1 175          | 5,6 %     | 1 319          | 6,0 %     | 1 847          | 7,2 %     |
| Résidences secondaires et logements occasionnels | 15 311         | 41,3 %    | 16 231         | 41,7 %    | 15 464         | 36,5 %    |
| Logements vacants                                | 902            | 2,4 %     | 782            | 2,0 %     | 1 287          | 3,0 %     |
| Dont :                                           |                |           |                |           |                |           |
| → maisons                                        | 23 373         | 63,1 %    | 24 623         | 63,2 %    | 26 420         | 62,4 %    |
| → appartements                                   | 13 523         | 36,5 %    | 14 191         | 36,4 %    | 15 856         | 37,4 %    |

La commune, avec 2 302 logements sociaux au sens de la loi SRU en 2019,  ne respecte pas les obligations qui lui sont faites par l'article 55 de cette loi de disposer d'au moins 25 % de son parc de résidences principales constituées de logements sociaux.

### Voies de communication et transports

#### Voies routières
- en provenance de Paris par l'A11, via Le Mans, Angers, et par l'A87 via Cholet, La Roche-sur-Yon jusqu'aux Sables ;
- en provenance de La Rochelle via Luçon par la D 949 ;
- en provenance de Saint-Nazaire via Pornic, Beauvoir-sur-Mer, Saint-Jean-de-Monts, Saint-Gilles-Croix-de-Vie, Brem-sur-Mer, la Girvière ;
- en provenance de Challans via L'Aiguillon-sur-Vie, Vairé et Olonne-sur-Mer.

#### Transports ferroviaires
La commune est desservie par la gare des Sables-d'Olonne qui accueille des trains TER Pays de la Loire quotidiens, à destination ou en provenance de Nantes ou La Roche-sur-Yon, et un TER « train des plages » mis en place en 2013 en provenance ou à destination de Saumur via Bressuire circulant l'été de mai à septembre. 
La gare est aussi desservie par des TGV quotidiens à destination ou en provenance de Paris-Montparnasse, via Nantes et La Roche-sur-Yon. Les premiers TGV à arriver aux Sables-d'Olonne sont tractés par des motrices diesels le temps que la ligne Nantes - La Roche-sur-Yon - Les Sables-d'Olonne soit électrifiée. Les TGV tractés sont remplacés par des TER de 2004 à 2008, année où le TGV est réintroduit grâce à l'électrification de la ligne. Elle est aussi desservie par la gare d'Olonne-sur-Mer qui est desservie par les TER Pays de la Loire faisant une liaison entre Nantes - La Roche-sur-Yon - Les Sables-d'Olonne.

#### Transports aériens
- Par avion privé à l'aérodrome des Sables-d'Olonne-Talmont et à l'aérodrome de La Roche-sur-Yon - Les Ajoncs.
- Par aviation de ligne, aéroports de Nantes-Atlantique et de La Rochelle-Île-de-Ré.

#### Transport maritime
La ville dispose de trois lignes de navettes maritimes (piétons et cyclistes) desservant trois débarcadères dans le port (6 en été). Le passage est gratuit pour les habitants, payant pour les non résidents.
Le port des Sables-d'Olonne est doté de plusieurs phares et balises qui jalonnent le chenal d'entrée : le phare de l'Armandèche, le phare de la Potence, le phare des Barges, le phare de la Jetée-Saint-Nicolas (ou Grande-Jetée) et le phare de la Chaume dit aussi Tour d'Arundel.

#### Transports en commun
Bus Oléane à l'arrêt Hôtel-de-Ville, terminus de la  plupart des lignes.
Accostage de la ligne Passeur C au niveau de la Grande-Jetée.
Le site des Sables-d'Olonne dispose, au sein des Sables-d'Olonne-Agglomération, d'un réseau de transport en commun baptisé Oléane, anciennement Tusco (pour Transports urbains des Sables-d’Olonne, du Château-d’Olonne et d’Olonne-sur-Mer), exploitant 8 lignes de bus urbains. Le ticket de bus valable 1 h est au prix de 1€50. De nombreuses cartes et abonnements existent.
De 1898 à 1925, la ville bénéficiait des services du tramway des Sables-d'Olonne, un tramway électrique qui circulait sur le Remblai et qui, sur une distance de six kilomètres, reliait les casinos à la gare. La mauvaise gestion de la compagnie fondée par le directeur du Grand Casino fera abandonner ce mode de transport.

## Toponymie
La mer recouvrait à l’époque une grande partie de la contrée : Ol-ona, hauteur au-dessus de l'eau, serait peut-être d’origine celtique et aurait donné son nom à quatre des six communes qui composaient la région. À cette époque, c’est Olonne qui règne en maître.
Le XIIIe siècle verra sortir de l'ombre, ou plutôt du sable, une petite sœur cadette : les Sables-d'Olonne. En effet, pour remplacer le port de Talmont qui s’envase, le prince Savary de Mauléon décide de développer le havre d’Olonne vers les dunes protégées par l'île Vertime.
Louis XI, en 1472, sépare Les Sables-d’Olonne de la ville d’Olonne pour en faire le port principal du pays.

## Histoire
La fondation des Sables-d'Olonne remonte à 1218. L'actuel bourg d'Olonne-sur-Mer était au Moyen Âge un port très actif situé au fond d'une baie abritée. L'envasement de cette baie ainsi que celle de Talmont conduisent le prince Savary de Mauléon à fonder un nouveau port à l'emplacement de l'actuel quartier de la Chaume et dans les dunes d'Olonne (d'où vient le nom de la ville). La ville va alors se développer sur le versant nord de la dune.
En 1754, Les Sables-d'Olonne et la Chaume fusionnent. En 1844, la loi attribue à la ville quatre-vingt-quatre hectares de terrains marécageux situés alors sur la commune d’Olonne sur lesquels seront aménagés par la suite la place de la Liberté et le cours Dupont. La même année, la commune du Château-d'Olonne cède à la ville soixante et un hectares de terrains situés à l'est du cimetière Arago. Toujours pour assurer le développement des Sables, la commune du Château-d'Olonne vendra à la ville l'embouchure du Tanchet en 1875 et la forêt de la Rudelière en 1913. Les frontières de ces trois communes resteront identiques jusqu'en 2019.
L'arrivée du chemin de fer en 1866 voit l'émergence des quartiers de la gare et de Saint-Michel au nord de la ville. Les constructions ne cesseront de s'étendre le long des grands axes entre le centre-ville des Sables et les bourgs périphériques d'Olonne et du Château-d'Olonne. À partir des années 1930, la ville commence à se développer à l'est du boulevard de Castelnau et au sud de l'avenue d'Aquitaine. Ce nouveau quartier résidentiel sera doté de l'école Clemenceau, de l'église Saint-Pierre, de l'hôpital et du marché Arago qui lui donnera son nom . Ce développement se poursuivra vers l'actuel quartier des Présidents.

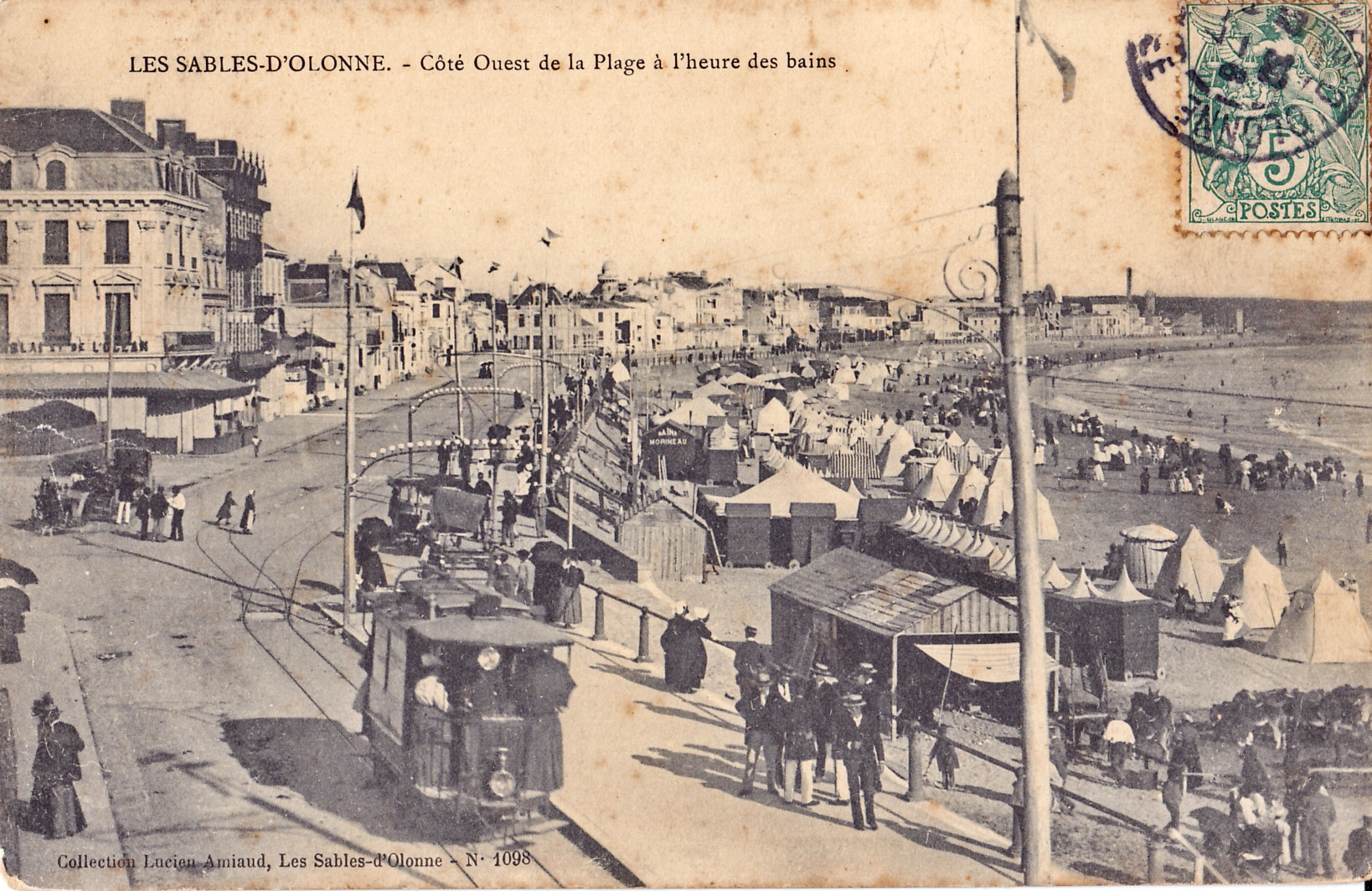
Tramway sur la côte ouest de la grande plage en 1905

Par ailleurs, de 1898/1899 à 1925, le tramway des Sables-d'Olonne reliait le Grand Casino jusqu'à la gare, permettant ainsi de « relier la gare au casino et aux nouveaux quartiers balnéaires du Bout de Ville ». L'exploitation réalisée par le concessionnaire initial se révélant médiocre, la ville rachète dès 1905 la société et son matériel. Après une interruption durant la Première Guerre mondiale, le service  reprend après-guerre et est définitivement supprimée le 13 septembre 1925,, époque où elle fut remplacée par des autobus Schneider de type H. Ce moyen de transport a contribué au développement urbain de la ville.
Jusqu'aux années 1950, les communes d'Olonne-sur-Mer et du Château-d'Olonne se sont essentiellement développées autour de leurs centres bourgs. En effet, ces deux communes ont longtemps gardé un caractère rural où la vie économique est essentiellement marquée par l'agriculture et l'artisanat. L'essor démographique de l'après-guerre pousse néanmoins les communes à construire de nouveaux lotissements. Le quartier de la Tonnelle à Olonne-sur-Mer et celui de la Pironnière au Château sont aménagés respectivement en 1957 et 1959 à proximité immédiate de la ville des Sables et non pas autour des centres bourgs historiques. À partir des années 1960, la ville ne va alors cesser de s'étendre sur les deux communes périphériques avec la cité Charcot en 1965, la Tournée des Olonnes, le Havre de la Mérinière en 1971, le hameau des Moinardes en 1973, la cité de la Gillerie puis le village de la Paillolière en 1977. Au Château-d'Olonne, les terrains situés entre le centre bourg et le quartier des Nouettes sont également progressivement urbanisés au cours des dernières décennies[Lesquelles ?], tout comme la partie sud de la ville, entre la route de Talmont et le littoral. Ces deux communes vont aussi faire le choix du développement de l'habitat maison individuel en raison de l'importante réserve foncière disponible sur leur territoire. Parmi les rares grands ensembles HLM construits dans les années 1960, on peut citer : la résidence des Aubépines (1961), la cité du Moulin (1963) ou encore la cité Charcot (1965).
Cette extension rapide pousse les trois communes à créer en 1964 un syndicat intercommunal à vocation multiple (Sivom) afin de travailler ensemble sur plusieurs projets nécessaires à leur développement. Parmi ces projets, on peut relever la création des zones d'activités des Fruchardières en 1968 et des Plesses en 1978, de nombreux établissements scolaires (écoles, collèges et lycées publics) ou encore du vaste espace sportif des Chirons en 1975. Pour plus d'efficacité, ce SIVOM sera remplacé en 1994 par la Communauté de communes des Olonnes. Dans les années 1980, l'idée de fusionner les trois communes fait son chemin parmi des citoyens qui décident de se regrouper au sein de l'association Arepo (Association pour la réunification et l'expansion du pays des Olonnes). Une étude présentée en 2009 par KPMG concluant à la nécessité d'une fusion relance le débat. L'élection ou la réélection de listes municipales ouvertement favorables à la fusion lors des élections municipales de 2008 et 2014 vont alors donner un coup d'accélérateur à la fusion. En 2017, la communauté de communes fusionne avec celle de l'Auzance et de la Vertonne pour former la communauté d'agglomération des Sables-d'Olonne, puis c'est au tour des trois communes des Olonnes de fusionner en 2019.

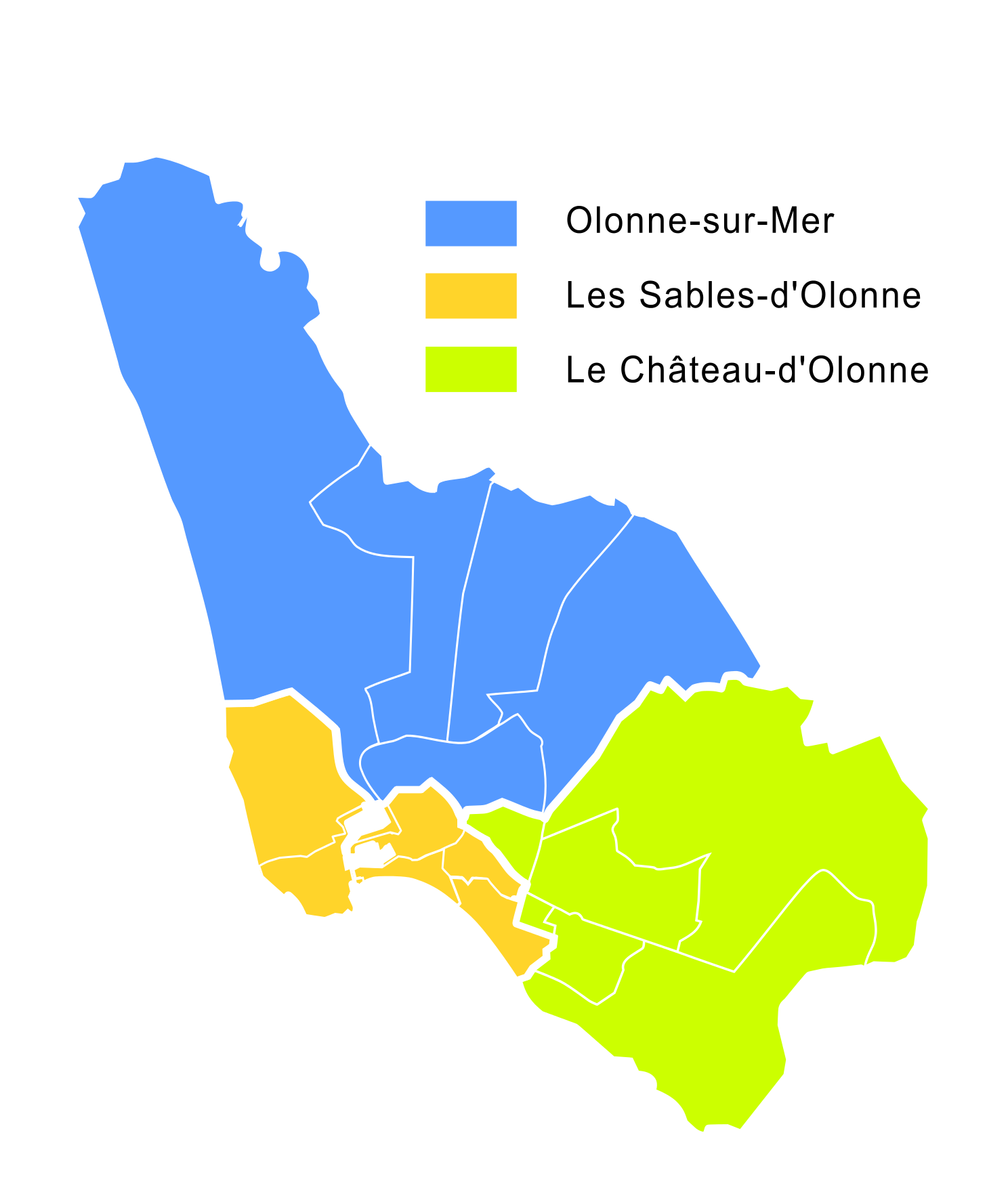
Carte des communes fondatrices de la commune nouvelle jusqu'au 31 décembre 2018.

Afin de pallier la baisse des dotations de l'Etat, les trois communes fondatrice décident par délibérations de leurs conseils municipaux leur fusion, envisagée depuis une décennie,  sous le statut de commune nouvelle, ce qui est entériné par un arrêté préfectoral du 17 août 2018 qui prend effet le 1er janvier 2019 ,,.
Les anciennes communes ont été transformées en communes déléguées lors de la création de la commune nouvelle, mais cette structure administrative est supprimée le 1er janvier 2019 par décision du conseil municipal du 4 février 2019 à la suite de la démission des maires délégués Didier Gallot et Joël Mercier.

## Politique et administration

### Rattachements administratifs et électoraux
La ville est le chef-lieu de l'arrondissement des Sables-d'Olonne du département de la Vendée.  
Pour les élections départementales, la commune est depuis 2014 le bureau centralisateur d'un nouveau canton des Sables-d'Olonne.
Pour l'élection des députés, elle fait partie de la troisième circonscription de la Vendée.

### Intercommunalité
Les Sables-d'Olonne sont le siège de la communauté d'agglomération dénommée Les Sables-d'Olonne-Agglomération, un établissement public de coopération intercommunale (EPCI) à fiscalité propre créé en 2017 et auquel la commune a transféré un certain nombre de ses compétences, dans les conditions déterminées par le code général des collectivités territoriales.
Cette intercommunalité a été constituée conformément aux des dispositions de la loi portant nouvelle organisation territoriale de la République du 7 août 2015, qui prévoit que les établissements publics de coopération intercommunale (EPCI) à fiscalité propre doivent avoir un minimum de 15 000 habitants, par la fusion de la communauté de communes des Olonnes et de celle de l’Auzance et de la Vertonne, et du rattachement de Saint-Mathurin.

### Liste des maires
| Période         | Période                    | Identité       | Étiquette | Qualité |
| --------------- | -------------------------- | -------------- | --------- | --- |
| 2 janvier 2019, | En cours (au 31 mars 2025) | Yannick Moreau | DVD       | Maire délégué d'Olonne-sur-Mer (2019) Président des Sables-d’Olonne-Agglomération (2017 → 2025) Annonce sa démission pour l'automne 2025 |

### Jumelages
- Schwabach (Allemagne) depuis le 15 juin 1975
- Worthing (Royaume-Uni) depuis 1998
- Tas-Sliema (Malte) depuis 2005
- Gourcy (Gourcy) (Burkina Faso) : 80 000 habitants (2006) - capitale de la province du Zondoma, jumelée depuis 1987
- Murat (France) : 1 915 habitants (2016) - Département du Cantal
- A Laracha (Espagne) : 11 302 habitants (2018) - Galice

## Population et société

### Démographie
Les habitants de la commune nouvelle sont appelés les Sablais et les Sablaises.

#### Évolution démographique
L'évolution du nombre d'habitants est connue à travers les recensements de la population effectués dans la commune depuis 2016. Pour les communes de plus de 10 000 habitants les recensements ont lieu chaque année à la suite d'une enquête par sondage auprès d'un échantillon d'adresses représentant 8 % de leurs logements, contrairement aux autres communes qui ont un recensement réel tous les cinq ans,.

En 2022, la commune comptait 48 740 habitants, en évolution de +12,77 % par rapport à 2016 (France hors Mayotte : +2,11 %).
| 2016   | 2021   | 2022   |
| ------ | ------ | ------ |
| 43 219 | 48 402 | 48 740 |

#### Pyramide des âges
La population de la commune est relativement âgée. En 2022, le taux de personnes d'un âge inférieur à 30 ans s'élève à 21,6 %, soit au-dessous de la moyenne départementale (30,6 %) et le taux de personnes d'âge supérieur à 60 ans est de 48,7 %, alors qu'il est de 32,9 % au niveau départemental.
En 2022, la commune comptait 22 612 hommes pour 26 128 femmes, soit un taux de 53,61 % de femmes, supérieur au taux départemental (51,02 %).
Les pyramides des âges de la commune et du département s'établissent comme suit :
| Hommes | Classe d’âge | Femmes |
| ------ | ------------ | ------ |
| 1,7    | 90 ou +      | 3,3    |
| 16,1   | 75-89 ans    | 19     |
| 27,2   | 60-74 ans    | 29,7   |
| 18,4   | 45-59 ans    | 17,4   |
| 12,4   | 30-44 ans    | 11,4   |
| 12,9   | 15-29 ans    | 9,9    |
| 11,4   | 0-14 ans     | 9,4    |

| Hommes | Classe d’âge | Femmes |
| ------ | ------------ | ------ |
| 0,8    | 90 ou +      | 2,2    |
| 8,7    | 75-89 ans    | 11,1   |
| 20,3   | 60-74 ans    | 21,3   |
| 20     | 45-59 ans    | 19,4   |
| 17,5   | 30-44 ans    | 16,8   |
| 15     | 15-29 ans    | 13,2   |
| 17,7   | 0-14 ans     | 16,1   |

### Découpage infracommunal
L'INSEE découpe la commune des Sables-d'Olonne en quinze quartiers IRIS, eux-mêmes regroupés en trois Grand-Quartiers.

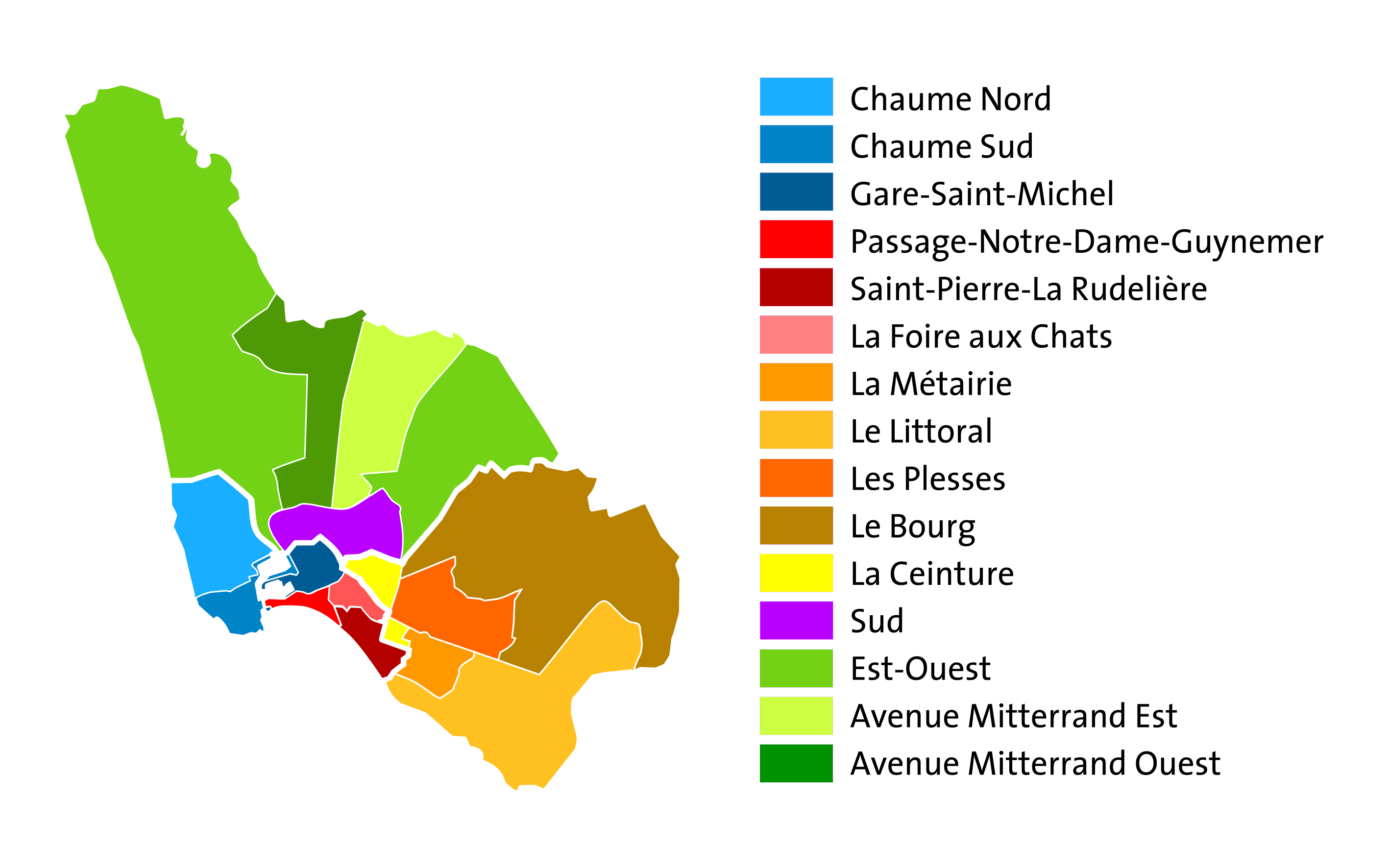
Carte des quartiers IRIS des Sables-d'Olonne.

| Code IRIS | Libellé IRIS                | Grand-Quartier | Population municipale en 2013 |
| --------- | --------------------------- | -------------- | ----------------------------- |
| 851940101 | Passage-Notre-Dame-Guynemer | 8519401        | 2 249                         |
| 851940102 | Saint-Pierre-La Rudelière   | 8519401        | 1 820                         |
| 851940103 | La Foire aux Chats          | 8519401        | 2 081                         |
| 851940104 | Gare-Saint-Michel           | 8519401        | 3 438                         |
| 851940105 | Chaume Nord                 | 8519401        | 1 987                         |
| 851940106 | Chaume Sud                  | 8519401        | 2 679                         |
| 851940201 | Sud                         | 8519402        | 4 849                         |
| 851940203 | Est-Ouest                   | 8519402        | 3 794                         |
| 851940204 | Avenue Mitterrand Ouest     | 8519402        | 2 385                         |
| 851940205 | Avenue Mitterrand Est       | 8519402        | 3 260                         |
| 851940301 | Le Bourg                    | 8519403        | 3 383                         |
| 851940302 | Les Plesses                 | 8519403        | 2 154                         |
| 851940303 | La Ceinture                 | 8519403        | 2 818                         |
| 851940304 | La Métairie                 | 8519403        | 1 696                         |
| 851940305 | Le Littoral                 | 8519403        | 2 542                         |

### Manifestations culturelles et festivités
- La Grande Bordée, festival organisé par l'association La Commune Libre de La Chaume[41], avait lieu tous les ans en fin d'été. Il s'agit à la fois fête des gens de mer[42] – avec l'accueil de vieux gréements notamment – et de soirées de concerts. Depuis 2024, elle a lieu une année sur deux, en alternance avec Tous en bordée, portée par la même association[43].

### Sports et loisirs
Les Sables Vendée Cyclisme (LSVC) est une équipe cycliste française ; basée aux Sables-d'Olonne en Vendée, elle évolue en Division Nationale 2 de la Fédération française de cyclisme en cyclisme sur route.
Fondée en 2018 par la fusion de deux clubs (Le Pays des Olonnes Cyclisme Côte de Lumière (POCCL) et L'Entente Cycliste du Château-d'Olonne (ECCO)).
Plusieurs coureurs professionnels ou de très haut-niveau amateur ont évolué au sein du club : Freddy Bichot, Clément Orceau, Enzo Bernard, Stefan Bennett, Paul Ourcelin, Ayumu Watanabe, Jean Claude Uwizeye, Valentin Guillaud, Bryan Nauleau et dernièrement Raphaël Parisella qui vient de s'engager[Quand ?] pour deux saisons chez B&B Hotels p/b KTM.

### Médias
Trois médias ayant leurs bureaux aux Sables-d'Olonne diffusent aux Sables-d'Olonne et dans ses environs :
- Le Reporter sablais ;
- Les Sables Vendée Journal (groupe Publi-Hebdos) ;
- Ouest-France Les Sables-d'Olonne (groupe Ouest-France).

## Économie

### Activité maritime

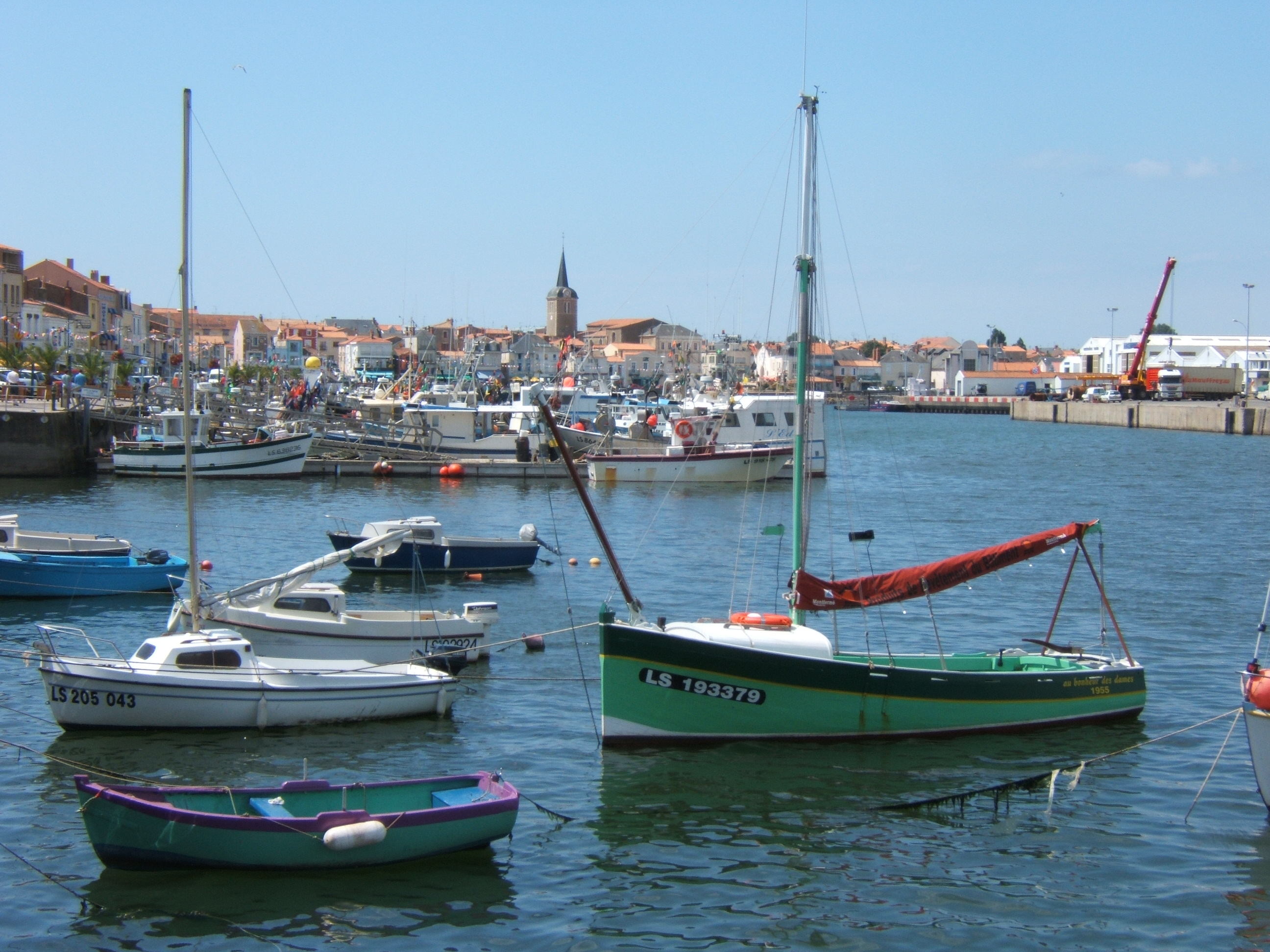
Le port de pêche des Sables-d'Olonne.

La ville des Sables-d'Olonne est tournée vers la mer, ce qui se traduit par la présence de trois ports :
- le port de pêche, quatrième de France, pêche artisanale (soles, seiches, morues…) ;
- le port de commerce ;
- le port de plaisance, Port Olona, accueille de nombreuses manifestations nautiques dont la plus prestigieuse est le Vendée Globe et Port Garnier (emprise sur le port de pêche).

Les bateaux de pêche immatriculés aux Sables-d'Olonne ont pour code LS, selon la liste des quartiers maritimes.
Le bassin olonnais accueille de nombreux chantiers navals dont Alubat, Kirié, Privilège Marine, Ocea et Tresco.

## Culture locale et patrimoine
| \| Localisation de la Vendée en France \| GOLFE DE · GASCOGNE Les Sables- · d'Olonne Olonne-sur-Mer Le Château- · d'Olonne Marais d'Olonne Forêt domaniale d'Olonne Saint-Mathurin L'Île-d'Olonne Vairé Sainte-Foy La Chapelle-Achard Brem-sur-Mer La Billonière L'Aubraie La Girvière L'Aurière La Salaire Pont de la Salaire la Pironnière Aérodrome des Sables- · d'Olonne-Talmont Abbaye Saint-Jean d'Orbestier plage de la Paracou la Roulière Hippodrome de la Malbrande Château de Pierre-Levée Plage de Sauveterre Plage des Granges |
| Localisation de la Vendée en France |

| Localisation de la Vendée en France |

| \| Localisation de la Vendée en France \| GOLFE DE · GASCOGNE Mairie des · Sables-d'Olonne Port Olona Phare de l'Armandèche Phare de la Potence Phare de la Chaume Musée Sainte-Croix · des Sables-d'Olonne Blockhaus-hôpital des Sables-d'Olonne Zoo des Sables Château Saint-Clair Prieuré Saint-Nicolas Église Notre-Dame-de-Bon-Port Église Saint-Pierre Gare des Sables-d'Olonne Église Saint-Michel Lac de Tanchet Île Penotte Rue de l'Enfer Chapelle Notre-Dame · de-Bonne-Espérance Port de pêche · des Sables-d'Olonne Chapelle du Sacré-Cœur La Chaume Bois de la Rudelière Phare de la Jetée · Saint-Nicolas Phare de la Jetée · des Sables Le Remblai |
| Localisation de la Vendée en France |

| Localisation de la Vendée en France |

### Lieux et monuments

#### Quartier des Sables

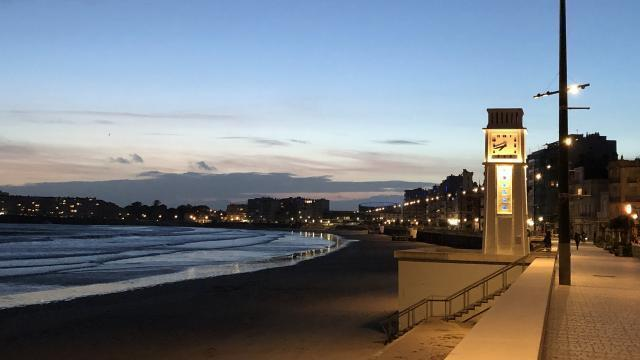
Remblai des Sables-d'Olonne de nuit.

Le manoir de la Mortière : Situé au nord du bourg, le manoir de la Mortière est une ancienne maison forte. Un départ de voûte sur sa façade nord suggère une entrée médiévale. Le porche et la tour carrée datent du XVIIe siècle. Offert par le roi à Jacques Martin pour son héroïsme lors du siège de La Rochelle en 1628, le manoir présente une pierre sculptée en forme de coquille, rappelant son emplacement sur un chemin de Saint-Jacques-de-Compostelle.
- Le Remblai (promenades Lafargue et Clemenceau) accueille de nombreuses villas du XIXe siècle, faisant face à la mer et figurant à l'inventaire des monuments historiques[44], les autres étant disséminées dans le centre-ville. Parmi les villas qui bordent le Remblai, une des plus emblématiques est le Palazzo Clementina, édifié en 1919, œuvre de l’architecte sablais Charles Charrier. Appartenant à l’architecture balnéaire sablaise, le palazzo fait partie des villas de type castle puisqu’il emprunte son éclectisme aux châteaux et aux palais italiens. D’un côté, la façade imposante donne une impression de forteresse, renforcée par la tour, les échauguettes (guérite en pierre) et les meurtrières ; de l'autre, diverses touches fantaisistes rappellent la maison de villégiature. La fonction balnéaire est renforcée par la célèbre tour crénelée assimilable à un phare. Fenêtres et terrasses sont orientées vers la mer pour donner à ses occupants la jouissance d'un panorama exceptionnel.

- Ses trois ports :

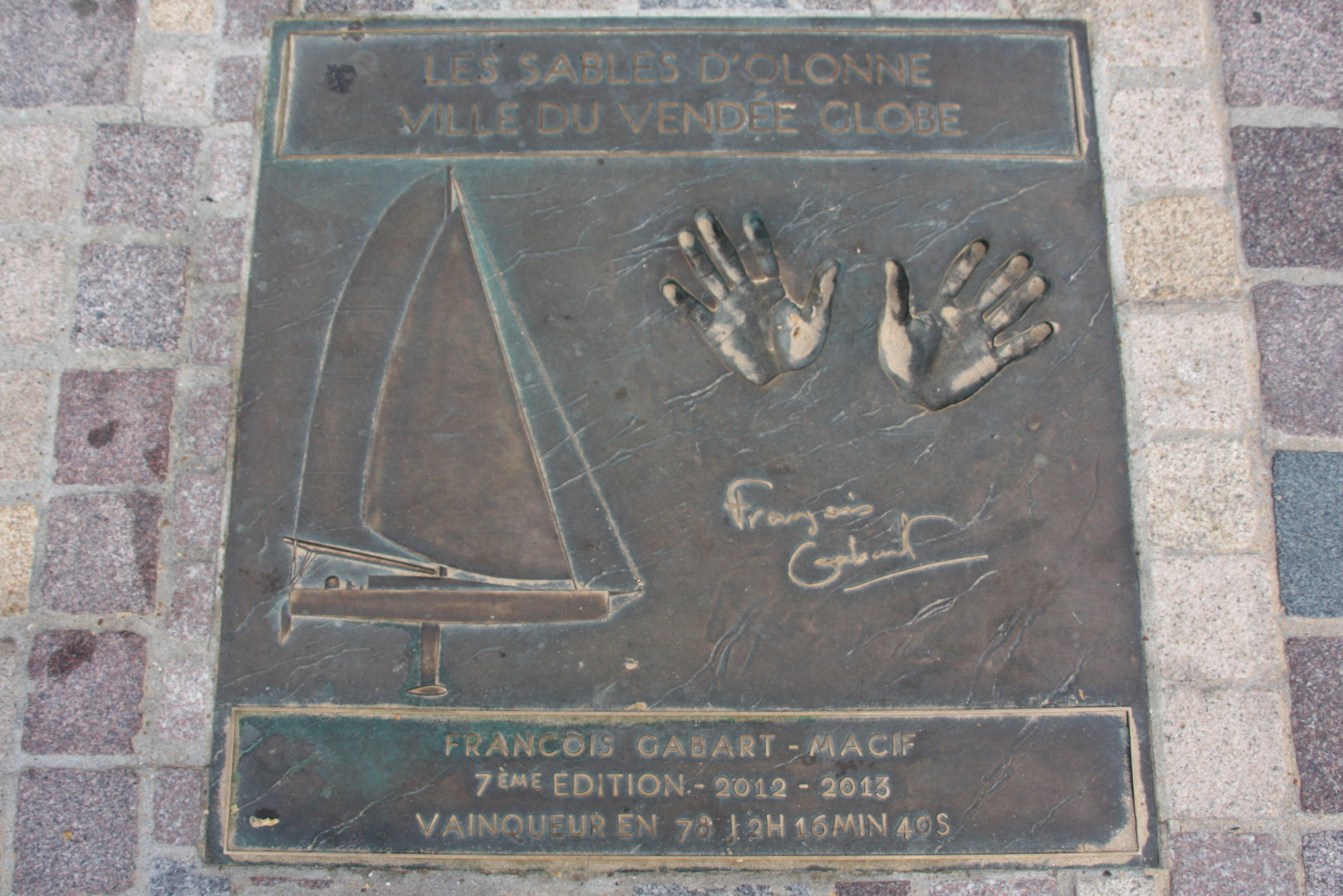
Plaque commémorative pour François Gabart, vainqueur du Vendée Globe 2012-2013, aux Sables-d'Olonne.

  - le port de pêche (4e port de France en valeur après ceux de Lorient, Boulogne-sur-Mer et Le Guilvinec[45]) et sa criée ;
  - le port industriel de la Cabaude en bassin à flot, avec un passage de 943 811 tonnes de marchandises ayant transité en 2019[46] ;
  - le port de plaisance: Port Olona , abritant le départ du Vendée Globe.

- Plusieurs lieux de culte, dont :
  - l'église Notre-Dame-de-Bon-Port, construite entre 1646 et le XVIIIe siècle, sa façade ouest évoque surtout le gothique flamboyant et la Renaissance ; à la Révolution française, elle devient le temple de la Raison avant d'être un grenier à grain puis elle retrouve sa vocation en 1800[47], située en plein centre ;
  - l'église Saint-Pierre, rue des Deux-Phares ;
  - l'abbaye Sainte-Croix, construite de 1633 à 1639. 
 elle abrite, après le départ des religieuses, l'hôpital militaire, un camp d'internement, un centre de perfectionnement militaire, est réquisitionnée par les Allemands puis, rachetée par la municipalité, accueille le centre culturel, le musée des Sables, l'école de musique, et, actuellement, la médiathèque[48],[49] ;
  - la chapelle Notre-Dame-de-Bonne-Espérance, dite Notre-Dame-des-Marins, construite en 1850, abrite une statue de la Vierge en bois polychrome, ancienne figure de proue d'un navire, qui aurait sauvé la vie de Flandrine de Nassau, naufragée au large de Bourgenay. Elle se trouve au 37 de la rue de l'Amidonnerie ;
  - l'église Saint-Michel. Sur son nouveau parvis est installée en 2018 une statue de saint Michel présente auparavant entre 1935 et 2017 dans l'enceinte d'une école privée. Après qu'une association a demandé son retrait de l'espace public en s'appuyant sur la loi de 1905, une consultation a lieu dont 94,51 % des participants se prononcent pour son maintien[50]. La cour administrative d’appel de Nantes confirme néanmoins son retrait[51].
  - le temple protestant, au 14 du cours Blossac.
- Le cimetière, dans le quartier Arago, avec des tombes du XIXe siècle.

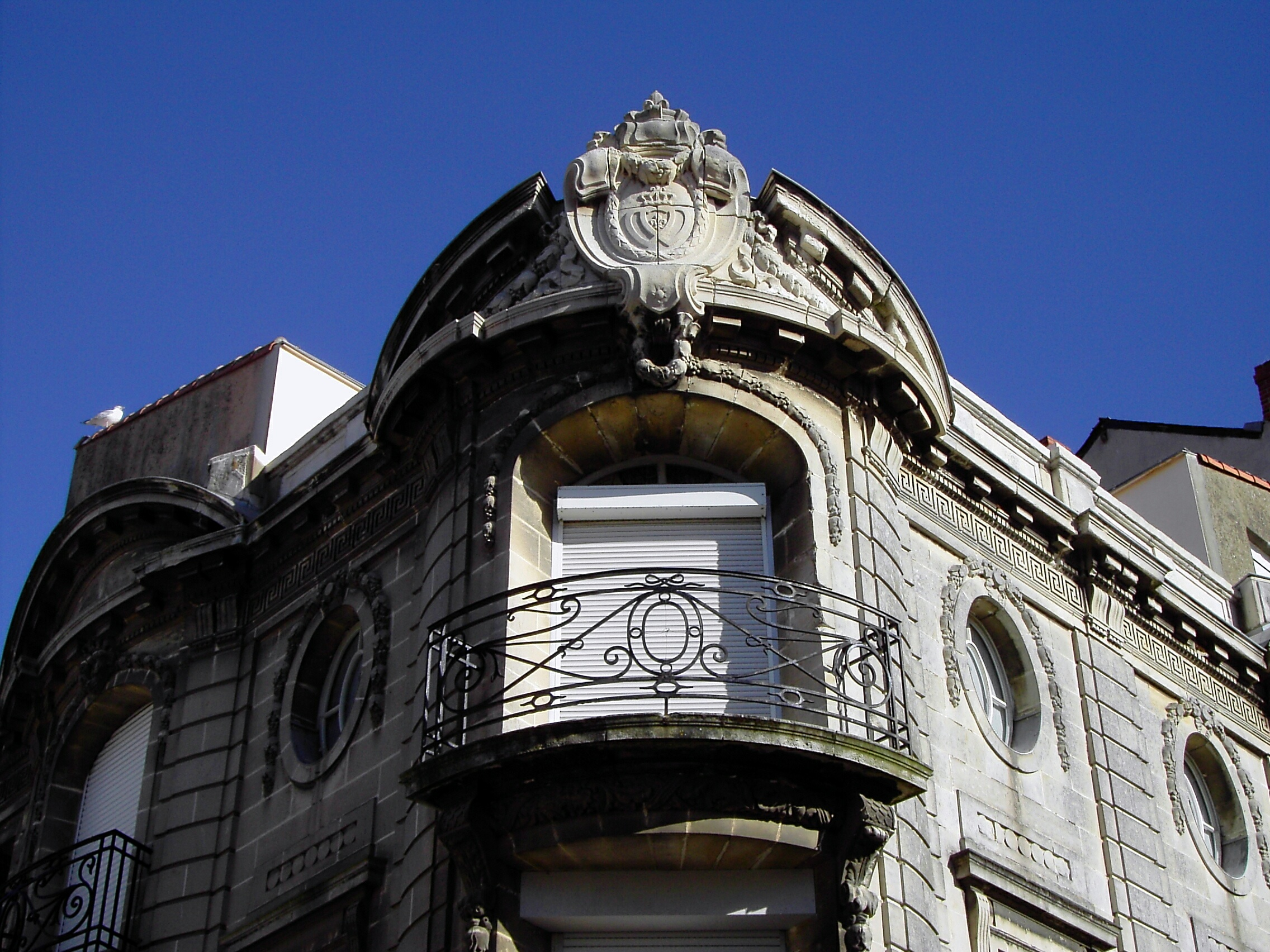
Détail architectural d'un immeuble.

- Le quartier du Passage, entre port et plage, avec ses maisons anciennes et ses ruelles étroites, dont :
  - la rue du Paradis (actuellement rue Manuel) ;
  - la rue de l'Enfer, figurant au Livre Guinness des records de 1987 comme étant la rue la plus étroite du monde avec 40 cm au sol ;
  - la rue Rapide…
- Le quartier de l'île Penotte, ruelles piétonnes et façades ornées de mosaïques de coquillages.
- Ses halles et marchés :
  - les halles centrales, au cœur de la ville, de style Baltard, abritent un marché quotidien et un marché de producteurs locaux, les mercredis et samedis ;
  - la halle à poissons, sur le port de pêche ;
  - le marché couvert Arago.
- Le musée de l'abbaye Sainte-Croix, le MASC (art moderne et contemporain) : avec des œuvres de Victor Brauner, Gaston Chaissac, Philippe Cognée, Claude Viseux, Robert Combas, René Leleu, Albert Marquet, Peter Saul…, salle consacrée aux arts populaires et aux pratiques balnéaires, cycle de conférences sur l'art moderne organisé par la Société des amis du musée, présidée par Jacques Masson[52].
- Le conservatoire de musique Marin-Marais, situé derrière l'abbaye Sainte-Croix.
- Le zoo des Sables-d'Olonne, à la Rudelière, dans une végétation luxuriante et fleurie.
- Le Blockhaus-hôpital des Sables-d'Olonne, construit par les Allemands en 1943 et transformé en musée sur la Seconde Guerre mondiale ouvert au public en 2017.

#### Quartiers de la Chaume et de l'Aubraie

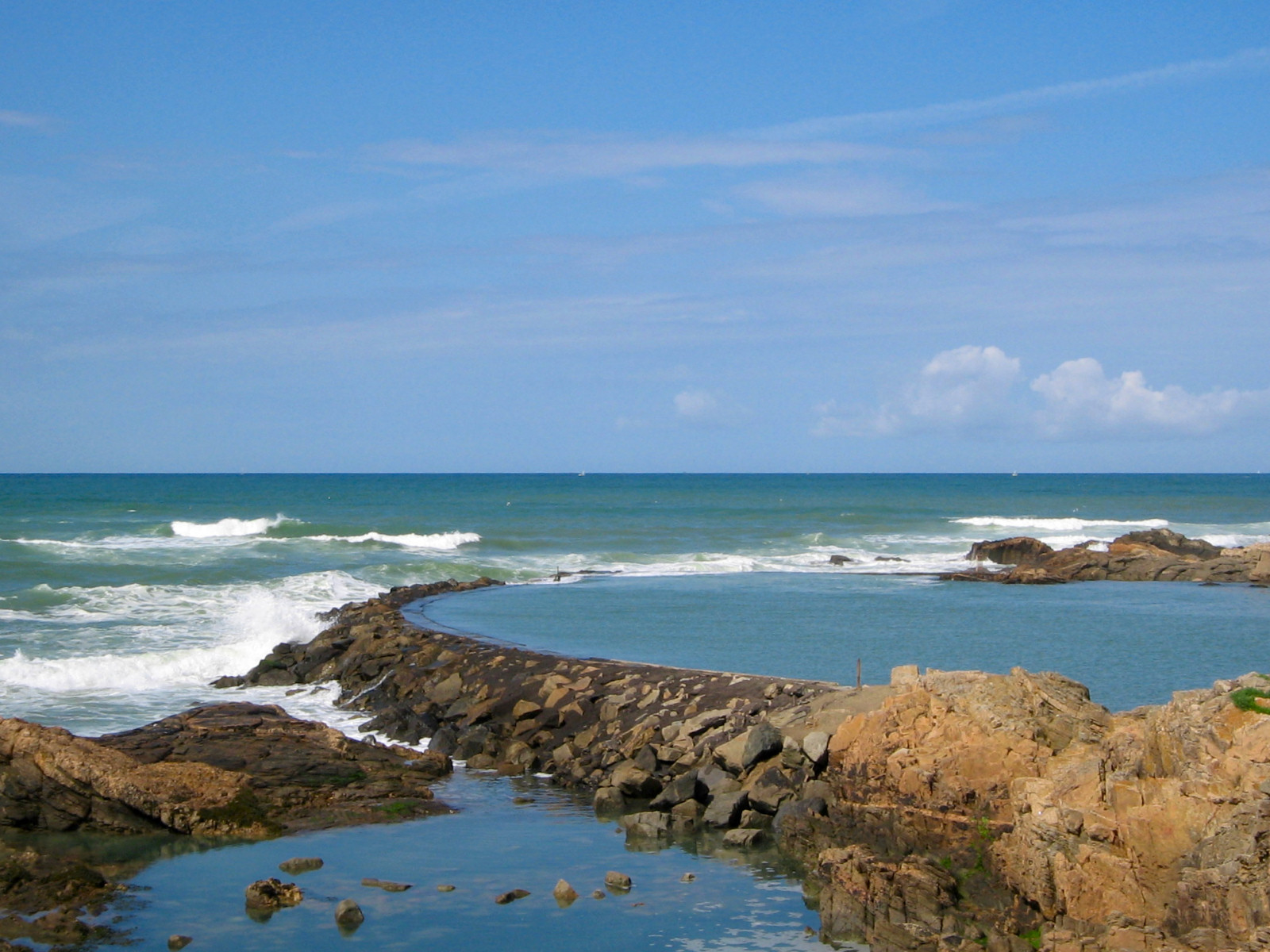
La piscine d'eau de mer Dombret, sur la côte sauvage de la Chaume.

- Le château Saint-Clair qui abrite au sommet de son donjon le phare dit « de la tour d'Arundel ».
- Le prieuré Saint-Nicolas, lieu d'expositions. À proximité, le mémorial des Péris en mer, mosaïque de Jacques Launois.
- La Paracou, découverte de la faune et de la flore de l'estran, son ancienne écluse à poissons.
- Musée du Coquillage.

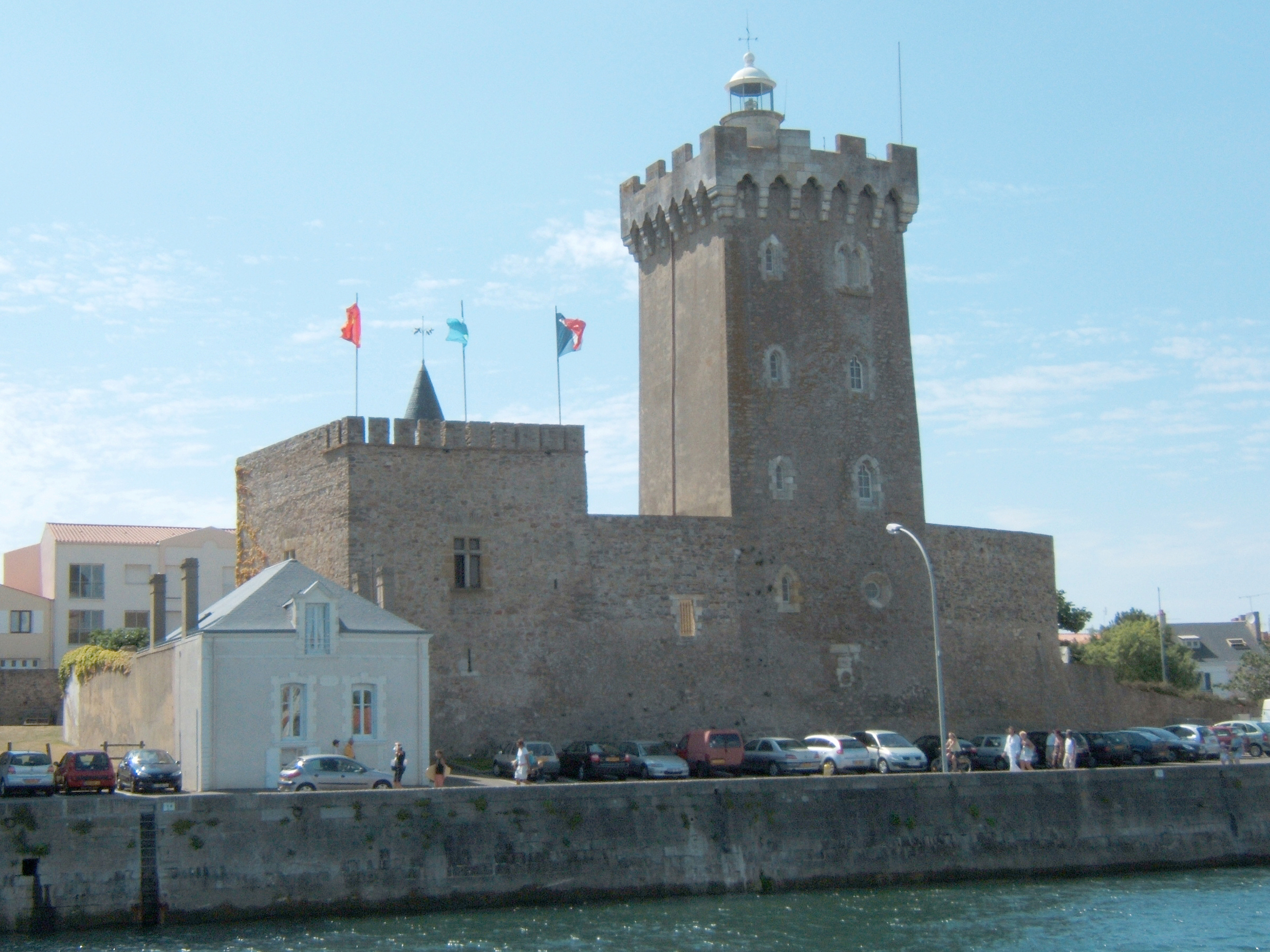
Le château Saint-Clair dans le quartier de La Chaume.
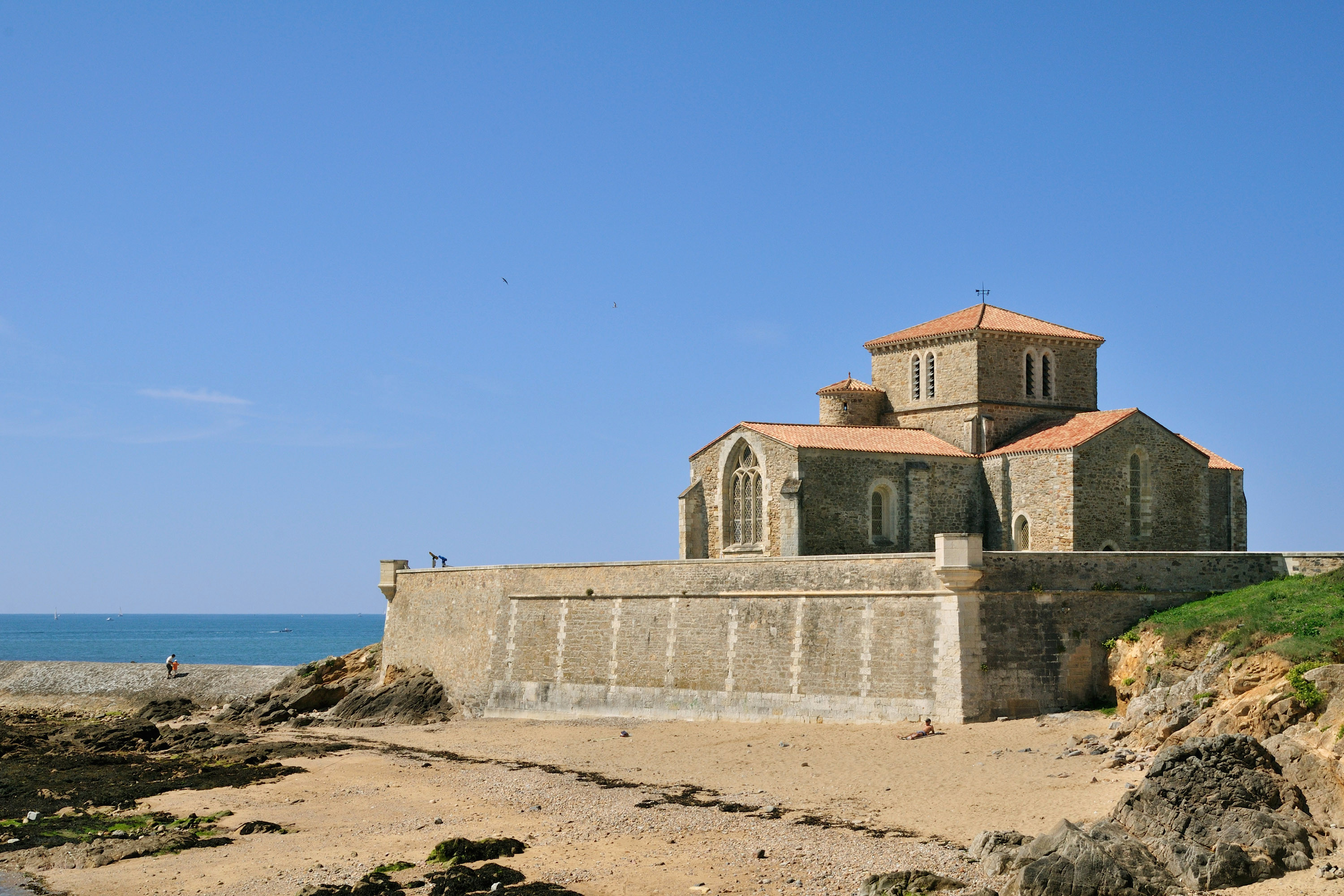
Le prieuré Saint-Nicolas.
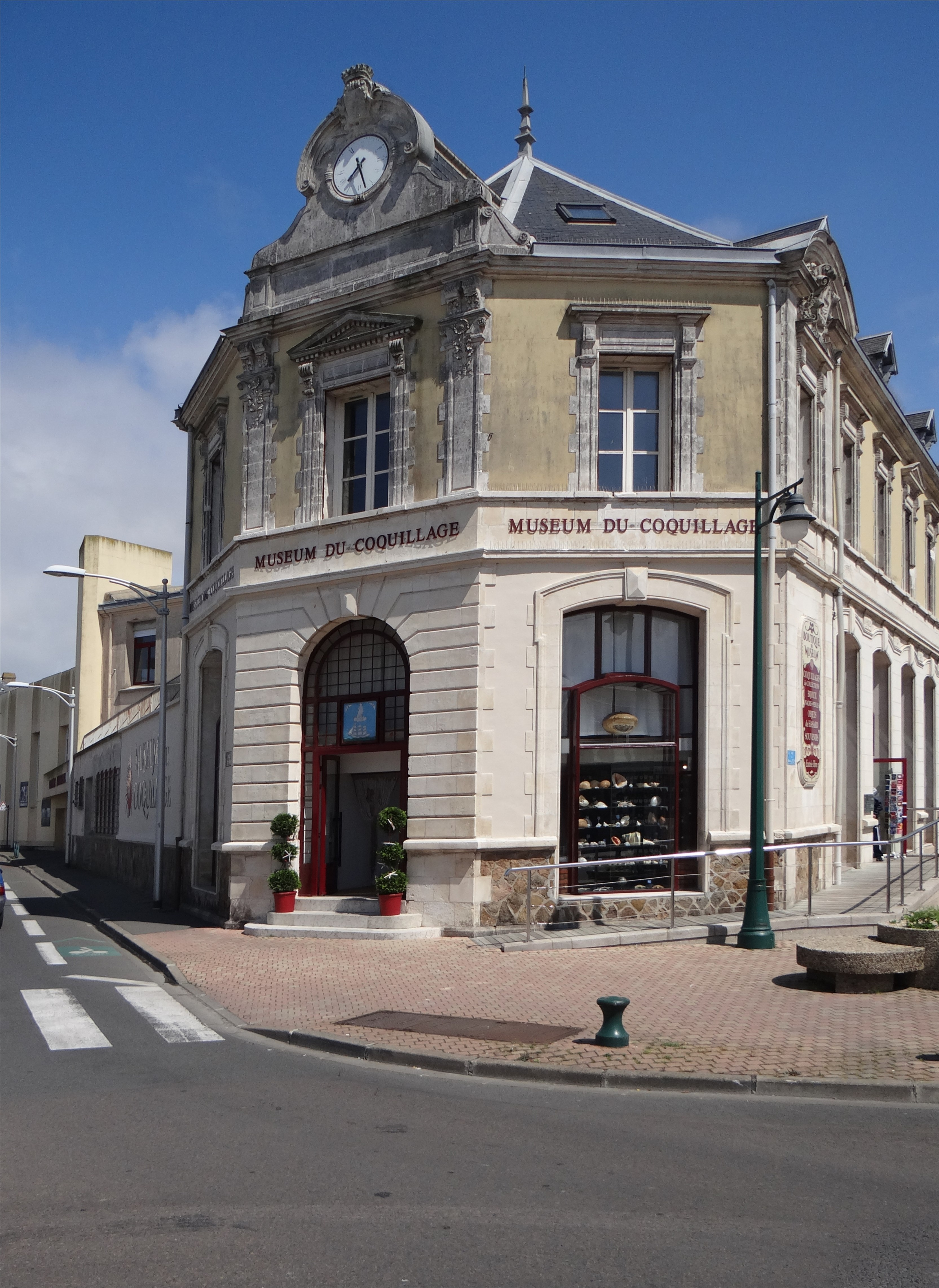
Le musée du Coquillage.
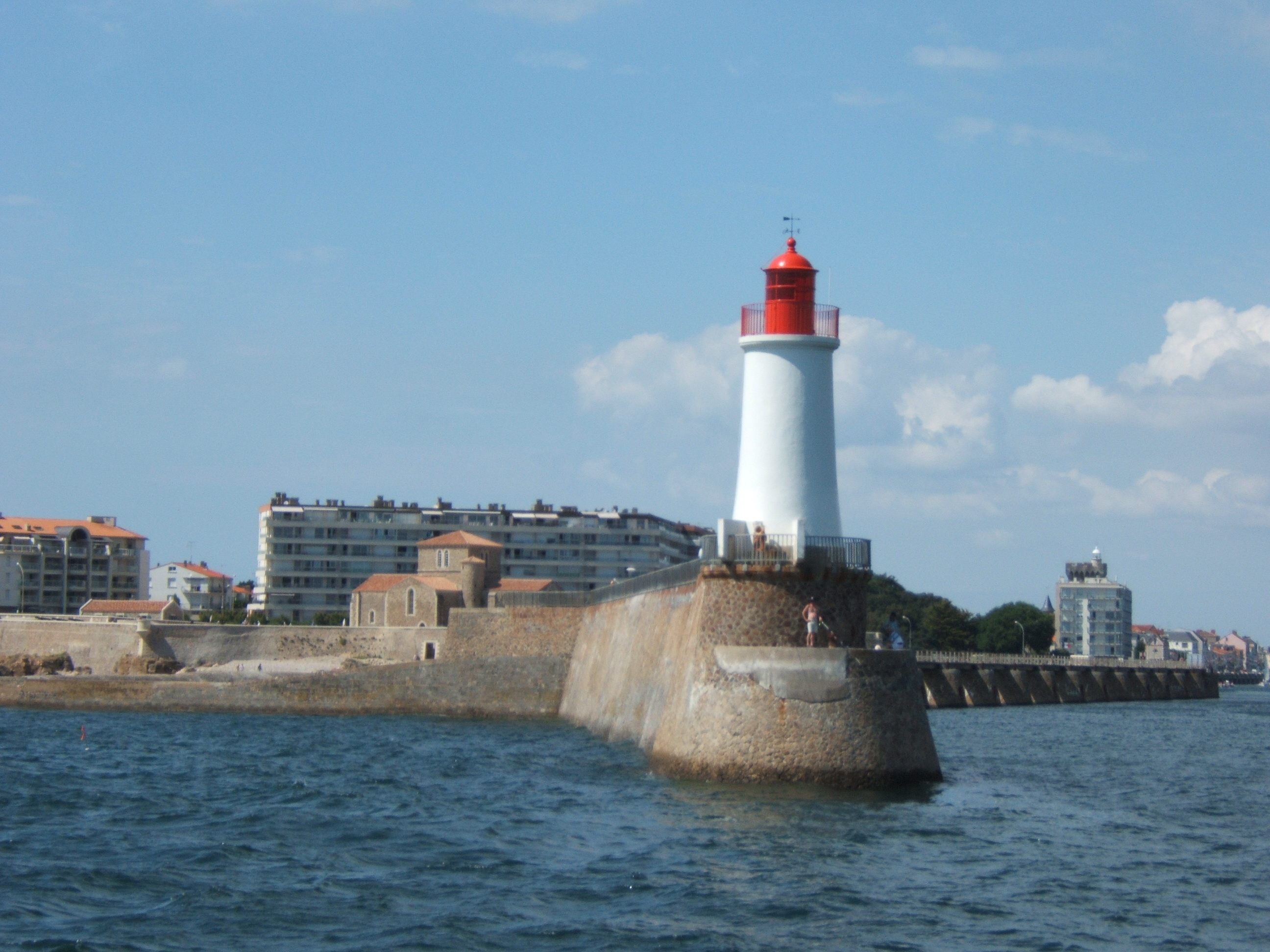
Le phare.
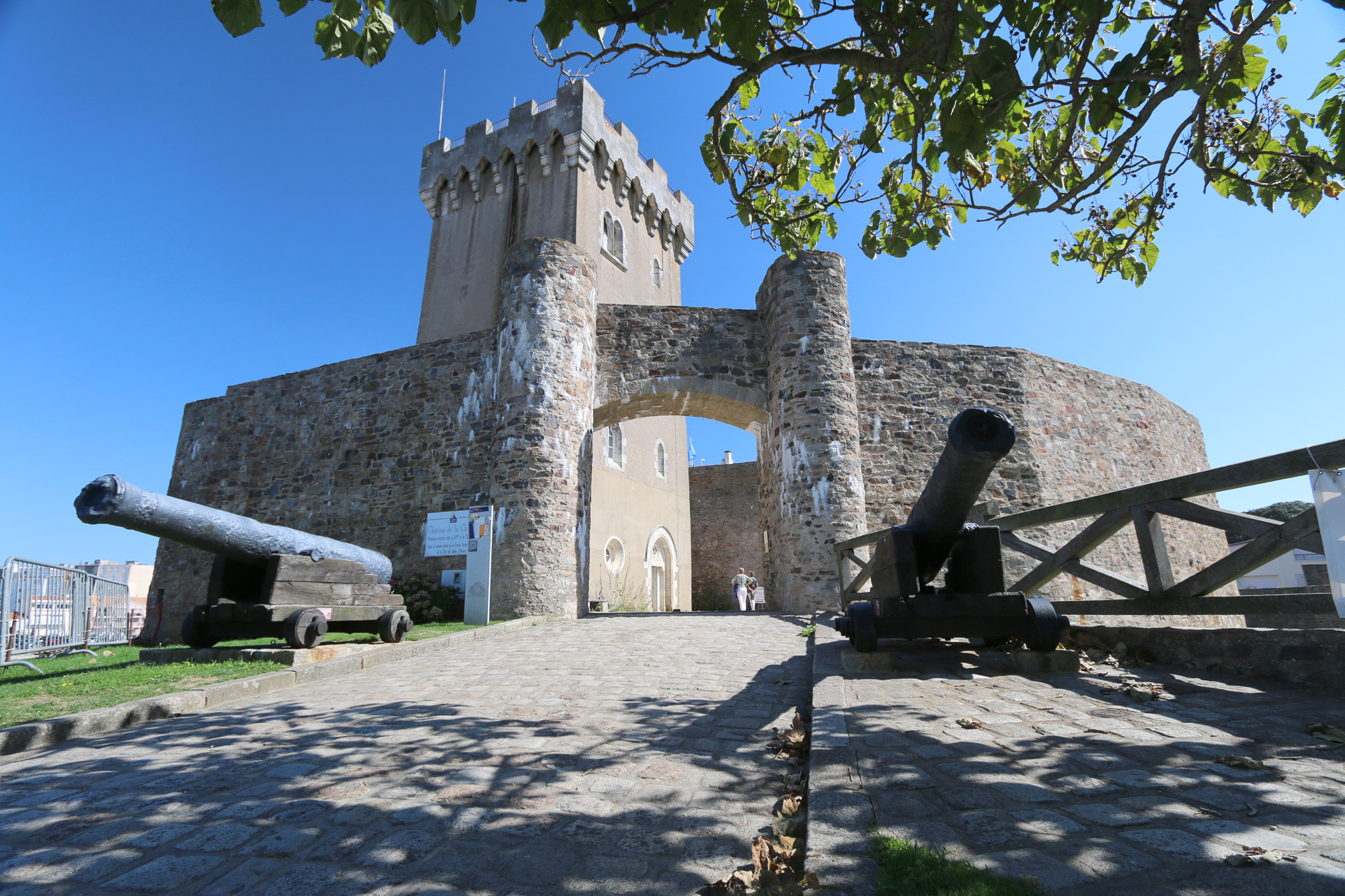
Le château Saint-Clair.

#### Quartier d'Olonne

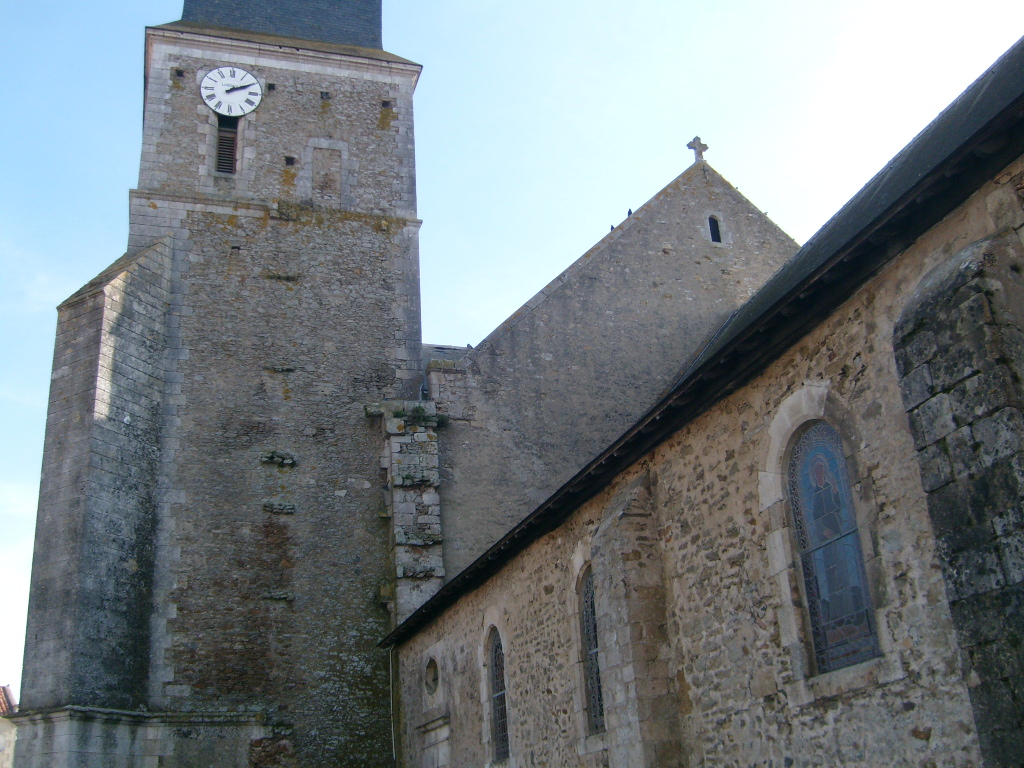
L'église Sainte-Marie et son clocher.

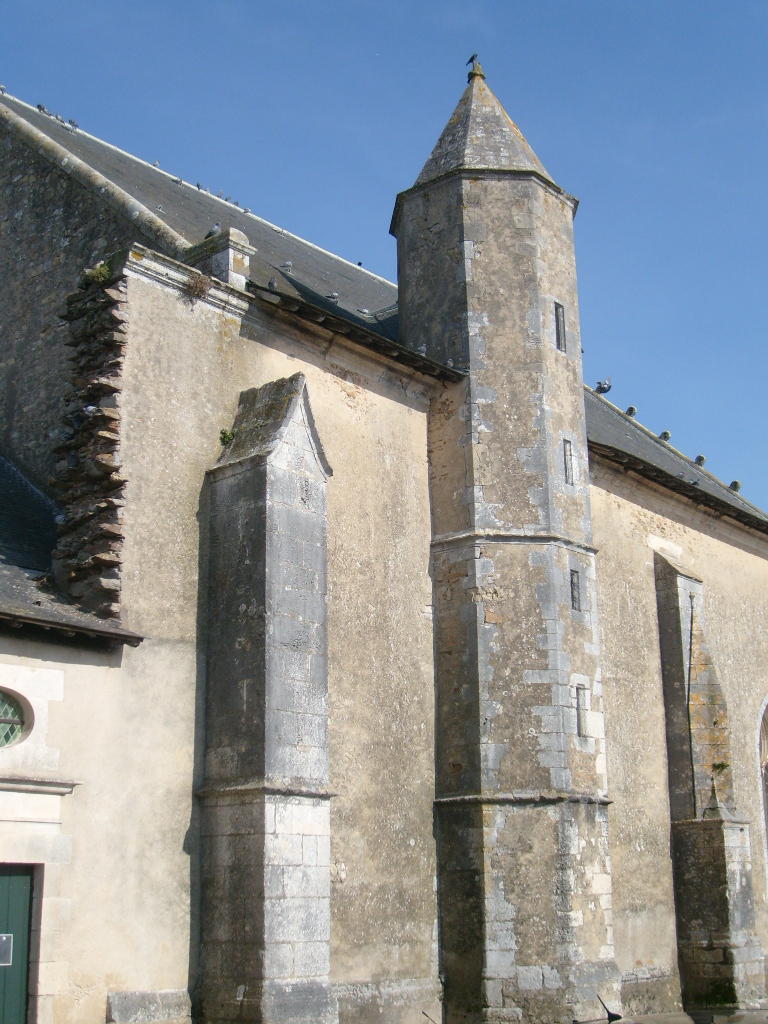
Le mur sud de l'église et la « tour des sarments ».

- Église Sainte-Marie d’Olonne : 
Le style basilical du plus vieil édifice du Pays des Olonnes, utilisé par les Carolingiens, laisse supposer que l’église Sainte-Marie d’Olonne existait avant sa première mention en 1042[53]. L’église fut incendiée à deux reprises lors des guerres de Religion et son mobilier fut utilisé comme bois de chauffe par les troupes stationnées au camp de Pierre Levée lors des guerres de Vendée. Marquée par l’épisode révolutionnaire (sa flèche et son toit avaient, selon les mémoires de l'armateur sablais Collinet, brûlé en 1797  après avoir été frappés par la foudre), l’église ne retrouva sa toiture qu’en 1805. Elle fit l’objet de campagnes de restauration aux XIXe et XXe siècles, et est classée comme monument historique depuis 1908.

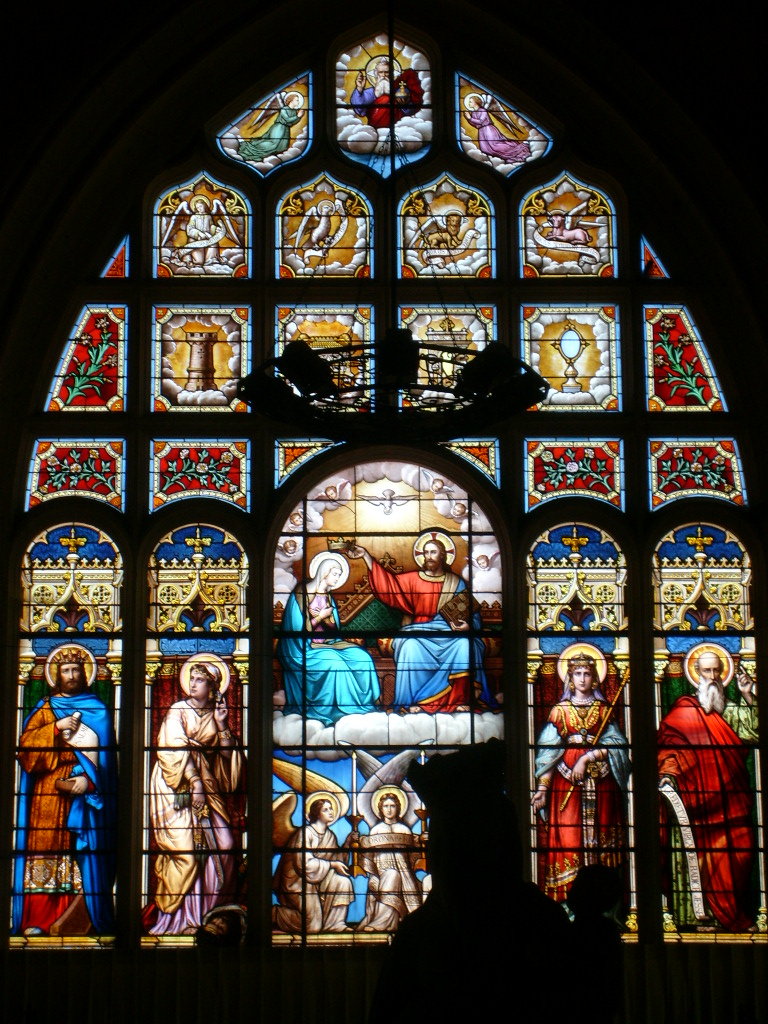
Grande verrière du chevet de l'église.

L'église présente la particularité de posséder une nef romane et un chœur gothique. Sa flèche octogonale culmine à quarante-cinq mètres. L'extrémité ouest du collatéral nord de la nef constitue la partie la plus ancienne de l'édifice (des pierres de taille typiques peuvent être observées sur le mur extérieur nord). En plus de ses voûtes romanes, l'église Sainte-Marie d’Olonne possède des clefs de voûte pendantes ouvragées du XVe siècle et accueille depuis 1937 dans son chœur la châsse de saint Vivent, évangélisateur du Pays des Olonnes (les reliques avaient été transférées en Bourgogne au moment des invasions normandes). La grande verrière du chevet date de 1884.
Le bourg d'Olonne comptait un autre édifice religieux avant la période révolutionnaire, un couvent de l'ordre des Cordeliers. Celui-ci est incendié lors des guerres de Religion et son clocher est, comme celui de l'église voisine, détruit par un incendie en 1797. L'édifice est démantelé et vendu comme bien national sous la Révolution. Il n'en subsiste plus de trace aujourd’hui.
- Musée des traditions populaires : 
L'association Mémoire des Olonnes gère depuis 1991 dans le bourg d'Olonne-sur-Mer le musée des Traditions Populaires. 
Celui-ci retrace la vie dans l'arrière-pays sablais à la fin du XIXe siècle. Les collections de l'association présentent la vie quotidienne, les costumes et coiffes locales, l'artisanat traditionnel et le matériel agricole de cette époque. Le musée reconstitue aussi l'ambiance d'une classe au début du XXe siècle[source secondaire souhaitée]. 
Il accueille également la collection réunie par un Olonnais, Alphonse Guillet[54], témoignage de la Guerre de 1914-1918.

#### Quartier du Château-d'Olonne

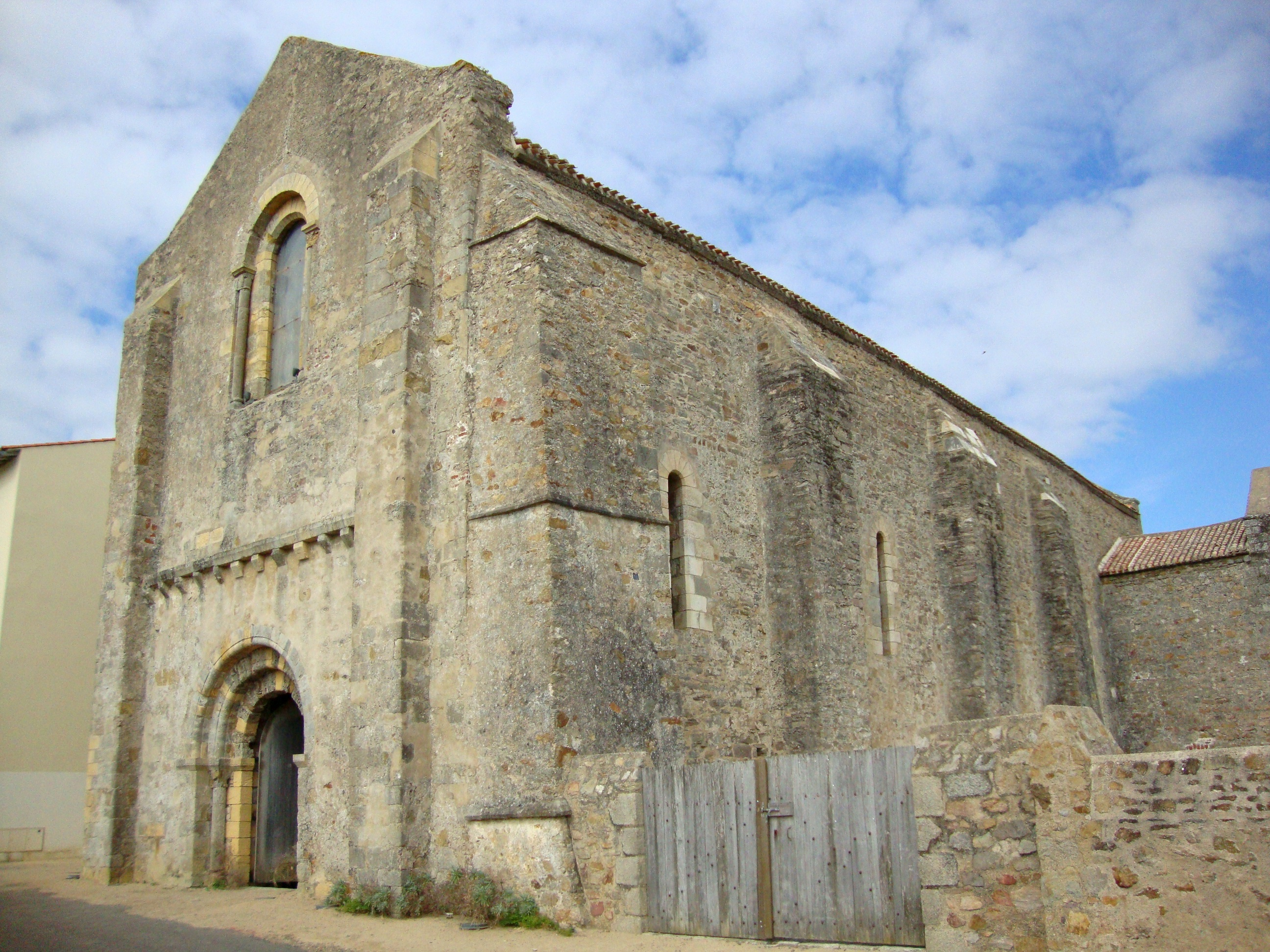
L'abbaye Saint-Jean d'Orbestier.

Le quartier compte un monument historique, l'abbaye Saint-Jean d'Orbestier, abbaye bénédictine fondée en 1107 par Guillaume, comte de Poitou et duc d'Aquitaine, dont les parties encore existantes sont inscrites depuis le 28 janvier 1935. .
Il compte également des château et manoirs, tels que : 

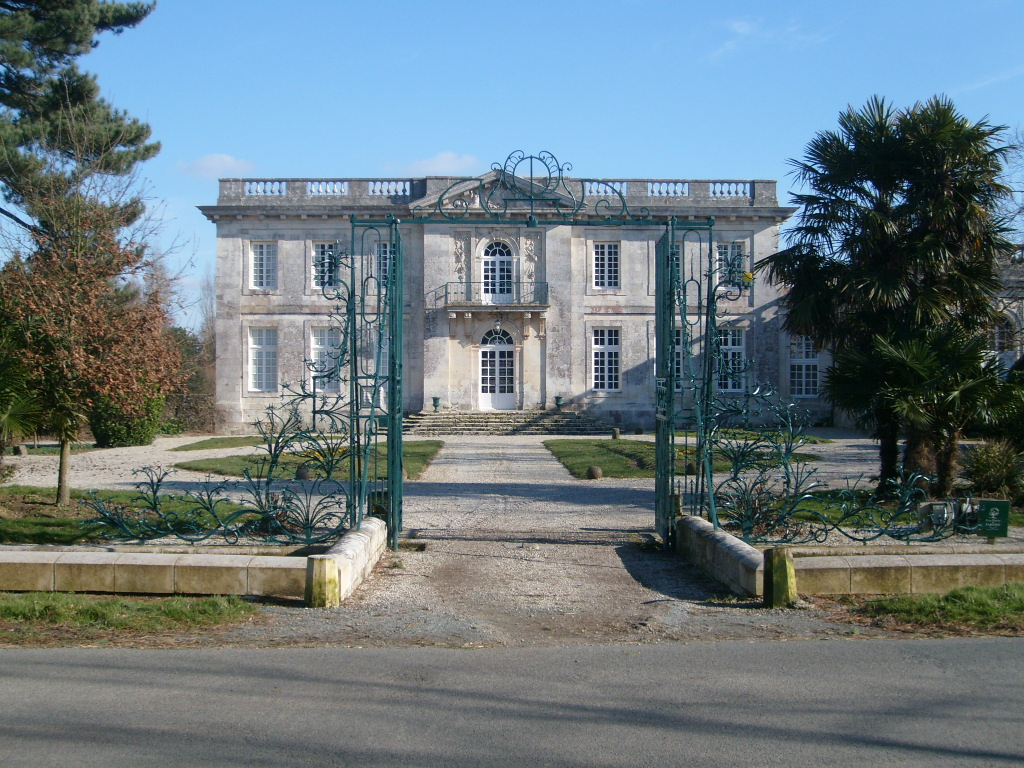
Entrée du château de Pierre-Levée.

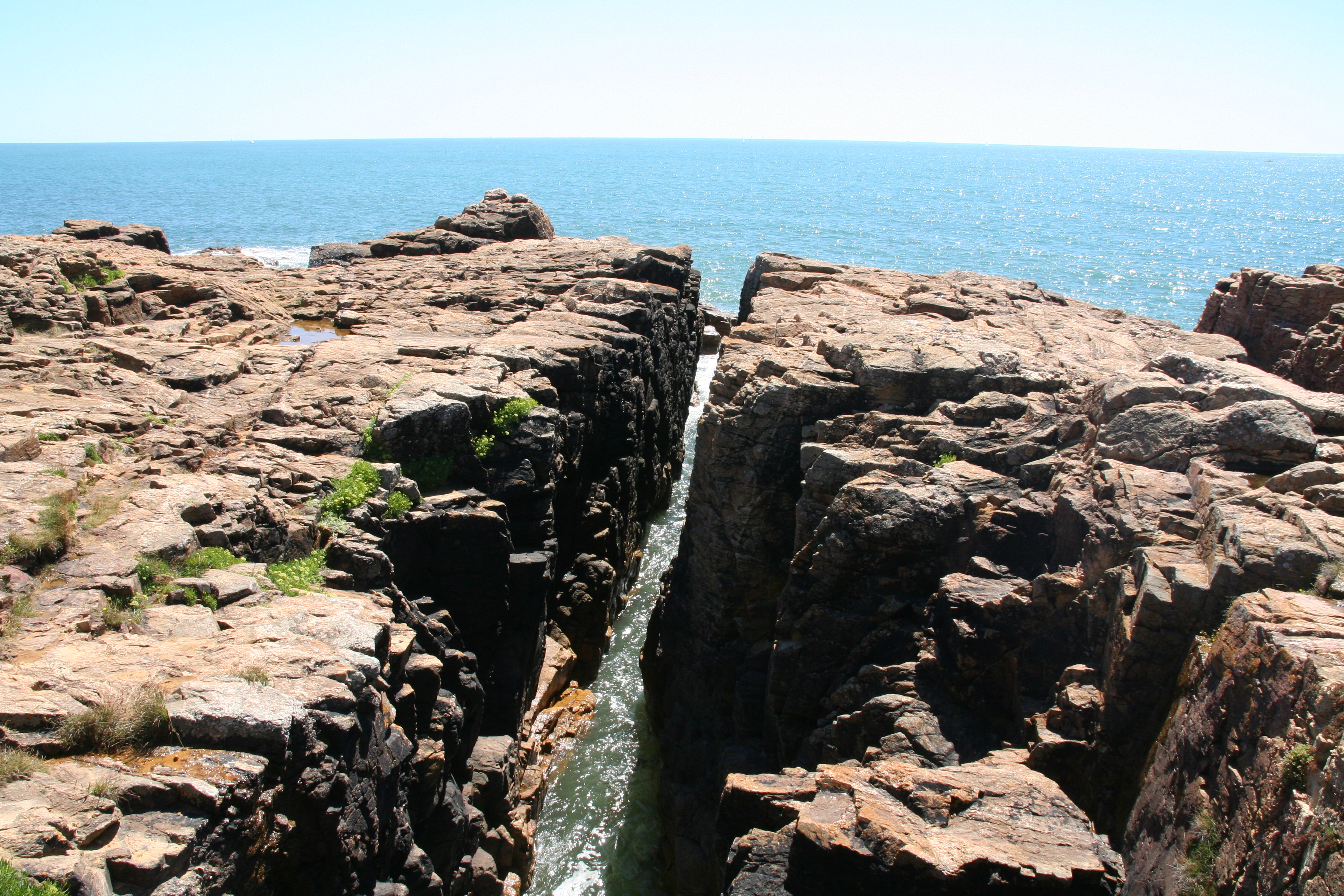
Le Puits d'Enfer (2012).

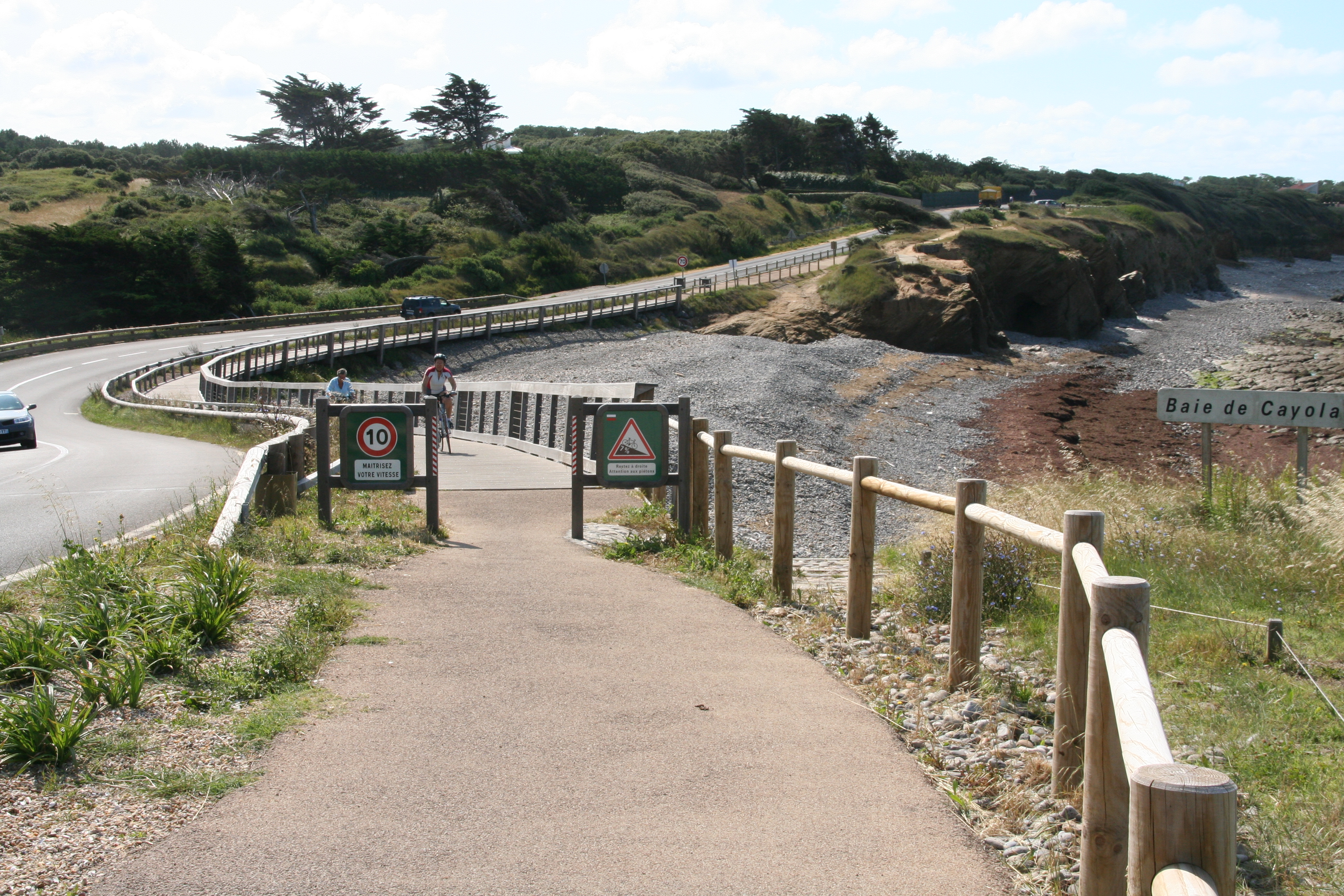
La Baie de Cayola (2012).

- Le Château de Pierre-Levée (monument historique) est construit sur le modèle du Petit Trianon de Versailles au XVIIIe siècle par l'architecte parisien Nicolas Ducret pour Luc Pezot, armateur et receveur des tailles de l’élection des Sables. 
Achevé en 1777, le château accueille un camp où logent une partie des troupes chargées de la défense du port des Sables lors des guerres de Vendée. Plusieurs parties du château (propriété privée) sont classées. L'entrée de la cour d'honneur se fait par une belle grille en fer forgé. Le château dispose de jardins desquels furent enlevées au XIXe siècle les statues de déesses dénudées qui l’ornaient à l’origine.

Chaque été, une scénographie bénévole se tient dans les jardins du château. Elle retrace l'histoire du Pays des Olonnes depuis la préhistoire.
- Le manoir de la Jarrie (propriété de la commune) est une ancienne maison forte du XIIe siècle située au sud du bourg. Sa tour circulaire aurait été rajoutée au XIVe siècle. Les fossés du manoir ont été comblés pendant la Seconde Guerre mondiale par les troupes allemandes qui avaient installé dans le parc des pièces d'artillerie pour protéger la baie des Sables-d'Olonne[Note 7].

Le bâtiment et ses dépendances des XVIIe et XVIIIe siècles sont actuellement en restauration[Quand ?].

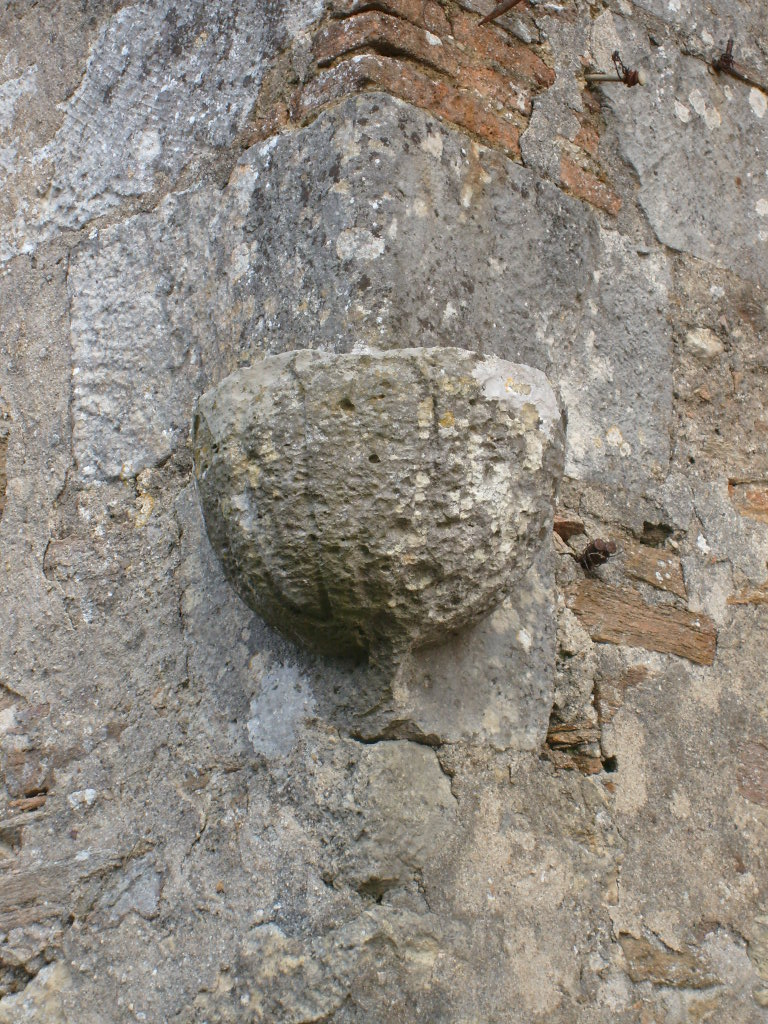
Coquille sculptée.

- Le manoir de la Mortière (propriété de la commune) est une autre maison forte située au nord du bourg. Un départ de voûte subsistant sur sa façade nord fait penser à une ancienne entrée de l'époque médiévale. Le porche et la tour carrée seraient du XVIe siècle. Le manoir est offert par le roi Louis XIII à Jacques Martin, anobli pour lui avoir sauvé la vie lors du siège de la Rochelle (1628) et en être sorti mutilé, avec les deux bras arrachés par un boulet.

Sur l'angle sud-ouest du mur, une pierre sculptée en forme de coquille rappelle que le bourg se trouvait sur l'un des chemins de Saint Jacques de Compostelle.
- Une dernière maison forte, La Rocquerie (propriété privée), était située à l'ouest du bourg. Il n’en subsiste qu'une porte du XVIIe siècle et, à l'intérieur d’un puits, l'entrée d'un souterrain refuge de deux mètres de profondeur.

On peut également signaler :

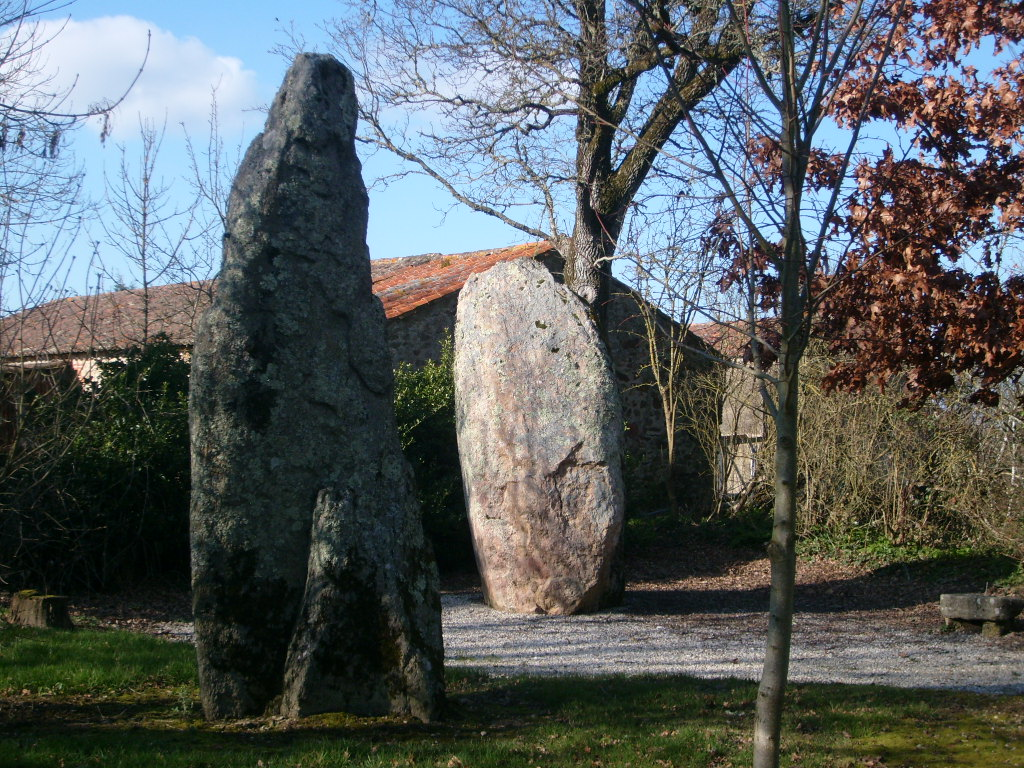
Menhirs jumeaux de Pierre-Levée.

- Des vestiges préhistoriques subsistent sur le territoire de la commune. Les menhirs jumeaux de Pierre-Levée se trouvent près du château auquel ils ont donné leur nom. Celui dit de la Conche Verte est situé au nord de la forêt d’Olonne et aurait servi de refuge à l’évangélisateur Saint-Vivent au IVe siècle. Un autre mégalithe, appelé Pierre des Serments, a été déplacé près d’une fontaine au nord du bourg. Sa nature préhistorique est contestée[56].

- À la sortie du bourg, route de Vairé, se dresse le monument aux morts. Celui-ci est réalisé en 1922 par les frères Jan et Joël Martel. Ce monument est constitué d’une statue représentant une femme en deuil habillée dans son costume local (appelé la mère Susane en référence au modèle supposé), reposant sur un socle orné de deux bas reliefs représentant des Poilus appuyés sur leurs fusils.

- La maison du Père Tranquille  (propriété privée), située à proximité du bourg, est utilisée lors du tournage du film homonyme (1946).

- La salle des Œuvres Post-Scolaires inaugurée en 1927 par Édouard Herriot, ministre de l’Instruction Publique et des Beaux Arts de l’époque, possède une intéressante charpente métallique. Elle est actuellement en voie de réhabilitation[Quand ?] pour accueillir l’office de tourisme de la commune.

- L’ancienne maison noble de la Gachère (propriété privée) se dresse dans le village du même nom et plusieurs maisons bourgeoises du XIXe siècle (propriétés privées) sont localisées dans le bourg d'Olonne-sur-mer.

On peut également citer :
- la résidence du Fenestreau (privée) ;
- l'église Saint-Hilaire.

### Personnalités liées à la commune

#### Personnalités nées dans la commune

##### XVIesiècle
- Paul Imbert, marin pêcheur, esclave du pacha de Marrakech Ammar el Feta[57].

##### XVIIesiècle
- François l'Olonnais (1630-1669), l'un des pirates des Caraïbes les plus cruels et sanguinaires.

##### XVIIIesiècle
- Augustin Chedaneau (1760-1850), homme politique, député de la Charente.
- Corneille Lamandé (1776-1837), architecte et ingénieur.

##### XIXesiècle
- Édouard Collineau (1810-1861), général, y est né.
- Émile Rouillé (1821-1897), homme politique français, né et mort aux Sables-d'Olonne.
- Eugène Raguet (1863-1925), un architecte et sculpteur, et secrétaire général de la Société nationale des Beaux Arts, 1898-1908.
- Paul-Émile Pajot (1873-1929), artiste-peintre.
- Jean Launois (1898-1942), artiste-peintre.
- Florelle (1898-1974), chanteuse et actrice de très grande renommée dans les années 1930.

##### XXesiècle
- Maurice Buffet (1909-2000), artiste-peintre.
- André Dechezelles (1909-1997), magistrat, premier président de la cour d'appel de Paris, membre du comité de l'ONU pour l'élimination des discriminations raciales.
- Marie-Rose Tessier (1910-), doyenne des français vit dans un EHPAD aux Sables-d'Olonne.
- Yves Dechezelles (1912-2007), avocat, défenseur des droits de l'homme, ancien résistant, compagnon du 8 novembre 42.
- José David (1913-1993), compositeur[58].
- Marcel Hordenneau (1922-2020), résistant, président de l'amicale sablaise des déportés[59].
- Jean Huguet (1925-2006), écrivain, auteur de très nombreux ouvrages régionaux et historiques, éditeur.
- Michel Laurent (1926-2010), avocat, maire de 1959 à 1965, auteur du Petit Chaumois Illustré, anthologie du parler chaumois.
- Louis Guédon (1935-), député-maire des Sables-d'Olonne, on lui doit notamment la création du port de plaisance Port Olona, ce qui entraîna la destruction du pont reliant La Chaume aux Sables-d'Olonne, la rénovation du Remblai et le développement de la course du Vendée Globe, créée par Philippe Jeantot en partenariat avec le Conseil général de Vendée.
- Claude Robin (1941-2010), international français de football.
- Emmanuel Debarre, (1948-2020), sculpteur français et mort à la La Roche-sur-Yon[60].
- Philippe Hurteau (1959-), artiste-peintre.
- Bénédicte des Mazery (1962-), écrivain.
- Jean Pateau (1966-), moine bénédictin français, abbé de l'abbaye Notre-Dame de Fontgombault depuis 2011.
- Dimitri Rataud (1972-), acteur.
- Laëtitia Tignola (1972-), judokate.
- Alexis Thébaux (1985-), gardien de but du Paris Football Club.
- Bryan Nauleau (1988-), cycliste chez Europcar.

#### Personnalités mortes dans la commune

##### XIXesiècle
- Marc Gaspard Abraham Paulet de La Bastide (1769-1805), général des armées de la République, y est décédé.

##### XXesiècle
- Marcel Hamel (1933-2009), artiste peintre, vécut aux Sables-d'Olonne.
- Odette Roux (1917-2014), maire de la commune à la Libération.

#### Personnalités ayant vécu dans la commune

##### XIIIesiècle
- Savary Ier de Mauléon, (1181 - 29 juillet 1233), il fonda la ville en 1218.

##### XVIIesiècle
- Michel Tortereau, flibustier né à Cuba ; adopté par une famille sablaise, il devient le second de Jean-David Nau dit l'Olonnais[réf. nécessaire].

##### XIXesiècle
- Adolphe d'Hastrel (1805-1874), officier et artiste, auteur d'une série de lithographies sur la ville où il vécut.
- Jean-Jacques Audubon (1785-1851), naturaliste, à la suite de son père Jean Audubon, capitaine de navires né aux Sables en 1744.

##### XXesiècle
- Jean Mauclère (1887-1951), journaliste et auteur de romans populaires. Il a souvent évoqué Les Sables-d'Olonne et sa région dans des études savantes et des récits fictifs.
- Léon David (1867-1962), chanteur lyrique.
- Marie-Rose Tessier née Bousseau (1910-), supercentenaire vit dans un EHPAD à Château-d'Olonne, commune déléguée de la commune nouvelle des Sables-d’Olonne.
- Jacques Launois (1934-2002), artiste peintre mosaïste, auteur du Mémorial des marins péris en mer (La Chaume).
- Paco Rabanne (1934-2023), couturier, réfugié aux Sables-d'Olonne avec sa mère à cause de la Guerre civile espagnole. Il sera élève au lycée de l'Abbaye Sainte-Croix.
- Raphaël Toussaint (1937-), peintre de la Vendée (ayant travaillé sur le thème du Vendée Globe et de la ville des Sables).
- Bernard Philippeaux (1946, artiste-peintre.
- Robert Shennon (1946-), poète.
- Patrick Buisson (1949-2023) journaliste et conseiller en communication, y possède une maison.
- Philippe Jeantot (1952-), fondateur du Vendée Globe.
- Nathalie Renoux (1971-), journaliste et animatrice de télévision française.
- Sylvie Tellier (1978-), ancienne directrice générale de la Société Miss France et de Miss Europe Organisation.

### Héraldique
| Blason de Les Sables-d'Olonne | Blason  | D'azur au vaisseau équipé et habillé d'argent voguant sur une mer de sinople mouvant de la pointe, surmonté de la Vierge aussi d'argent, les bras croisés sur la poitrine et au voile mouvant à senestre, posée sur une nuée du même, accostée de deux chérubins aux ailes déployées d'argent cantonnés l'un en barre à dextre, l'autre en bande à senestre. Devise / CriAdvocata Nostra Ora Pro Nobis (Ô notre médiatrice, intercède pour nous!) |
| Blason de Les Sables-d'Olonne | Détails | Le statut officiel du blason reste à déterminer. |

## Pour approfondir